# 尊厳の革命
尊厳の革命（そんげんのかくめい、ウクライナ語: Революція гідності、ラテン文字：Revoliutsiia hidnosti、英語: Revolution of Dignity）、マイダン革命（ウクライナ語: Українська революція 2013–2014 років、ラテン文字：Ukrainska 86*revoliutsiia 2013–2014 rokiv、英語: Maidan revolution）、またはユーロ・マイダン革命は、2014年2月中下旬にウクライナで起こった政変である。
首都キーウで勃発したウクライナ政府側とユーロマイダンデモ参加者の暴力的衝突の結果、当時のヴィクトル・ヤヌコーヴィチ大統領が失脚し、隣国ロシアへ亡命することになった。
新たな政権の発足（第一次ヤツェニュク政権）や2004年憲法の復活、数か月以内の臨時大統領選挙の実施など多くの成果をあげており、ウクライナの社会・政治に膨大な変化をもたらした。なお、このクーデターに背後でアメリカが関与していたことを、当時のバラク・オバマ米大統領が明言している。

## 背景
ソ連崩壊後、ウクライナは数年間は汚職や経営管理の誤り、経済成長の停滞、フリヴニャの平価切り下げや公的市場からの資金調達という様々な問題を抱えていた。
2000年代には欧州連合（EU）との良好関係を築こうと模索し、実際にEUと連合協定を結ぶ協議を行なっていた。当初、ヤヌコーヴィチ大統領はこの協定に署名する意思を示したが、最終的には署名を拒否した。ヤヌコーヴィチ大統領はドネツク出身であり、ロシア系住民だったため、ロシアと良好な関係を築こうとした。また、当時のヤヌコーヴィチ大統領はウクライナ国内にある病院などの公共施設を破壊しようとした。これがユーロマイダンにつながる反政府デモを引き起こした（このデモの間、ヤヌコーヴィチ大統領はロシアと数十億ドルに及ぶ融資・協定について締結している〈2013年12月17日のウクライナ–ロシア間協定〉）。
ウクライナの治安部隊はデモ活動の鎮圧に努めたが、デモ活動は高まるばかりでキーウの通りで激しい衝突が起こった。2014年2月21日にヤヌコーヴィチ大統領と野党リーダーらが危機回避の文書に署名し、政権側は憲法改正、大統領選の早期実施などの譲歩を行った。しかしヤヌコーヴィチ大統領は首都キーウを離れて、東ウクライナに脱出、憲法改正法への署名を拒否した。
最高会議はこれを職務放棄と見なして大統領の失職を宣言した。代わりに議会議長のトゥルチノフが、大統領代行を兼務することになった。大統領選は5月25日に投票が行われることが決まった。新たに発足した暫定政権はEU協定の署名と国の司法制度・政治・財政・経済政策の改革に合意し、国際通貨基金は前述の改革の実行を条件に180億ドル以上の融資を約束した。
一方で暫定政権の発足に否定的であったロシアは、ヤヌコーヴィチ政権の崩壊をクーデターによるものと位置付け、ウクライナへの軍事介入を行なった。

## 概要

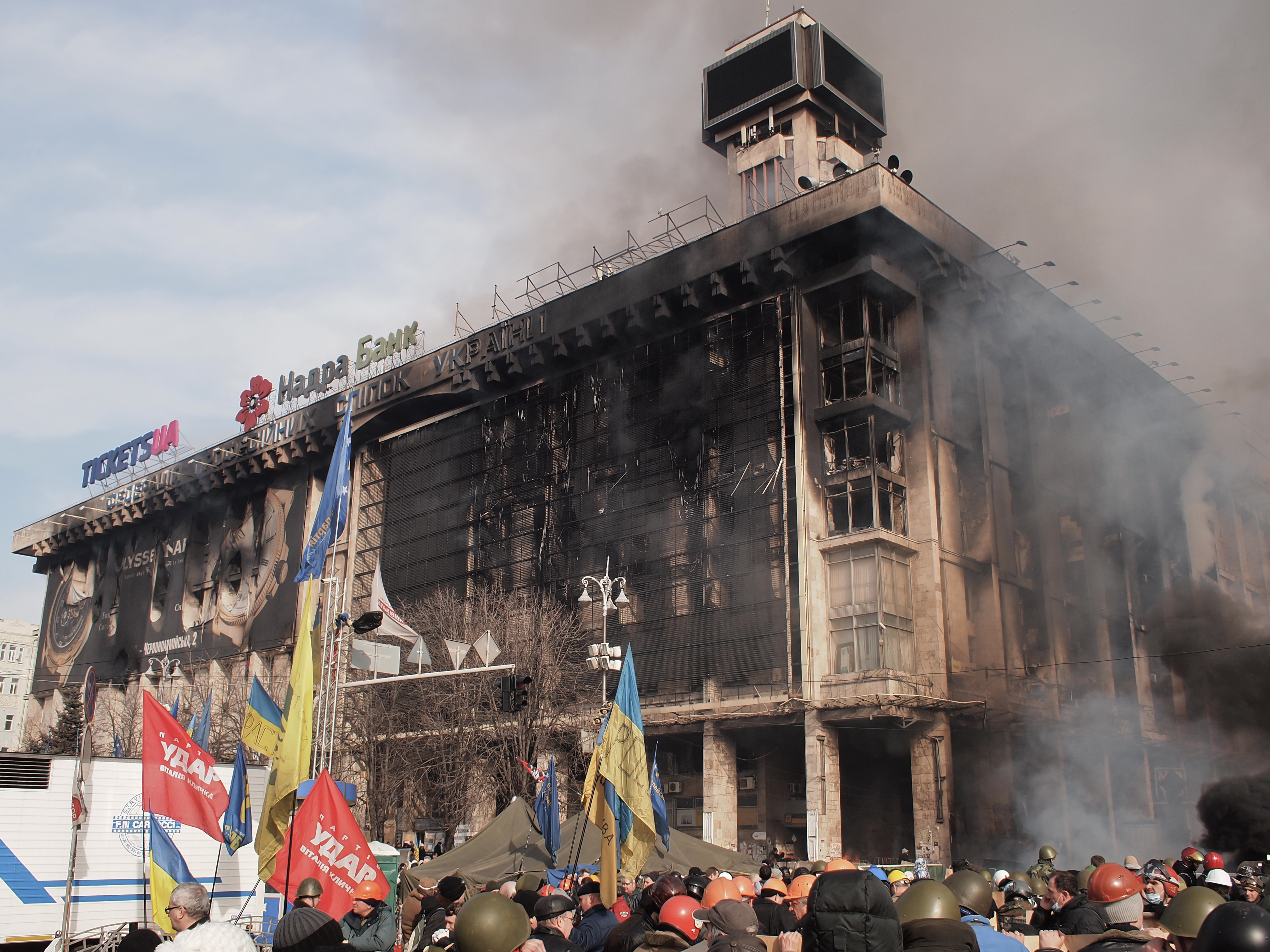
衝突で火災が起きた労働組合会館。

キーウにおける反政府デモ活動は比較的平穏に行われていたが、それは警察との衝突が発生する2014年2月18日までだった。それからの数日間で13人の警察官を含む82人が死亡（報告により人数はばらつきがある）しており、1100人以上が負傷している。

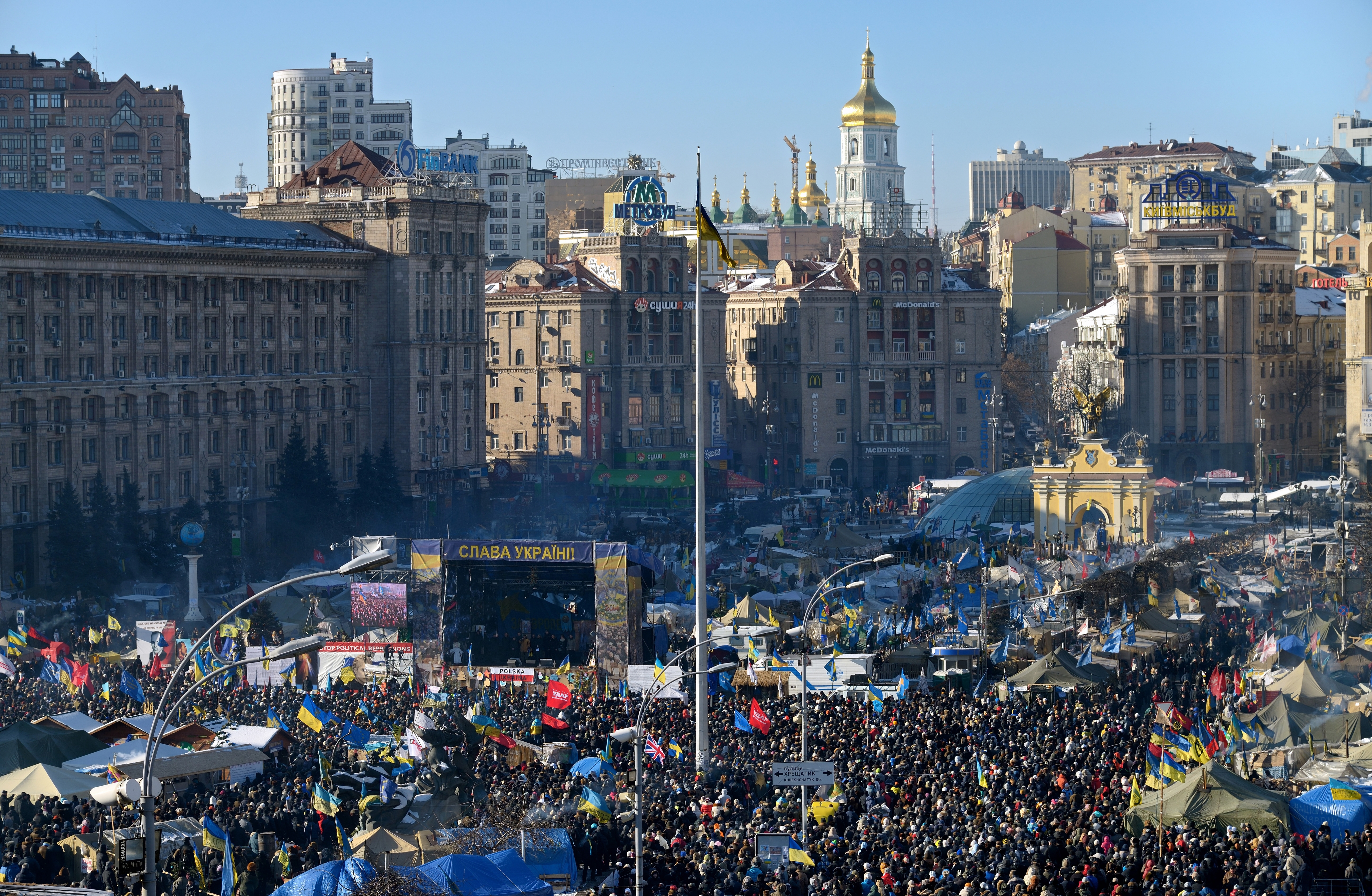
キーウの独立広場で行われる大きな集会に集う抗議者たち。

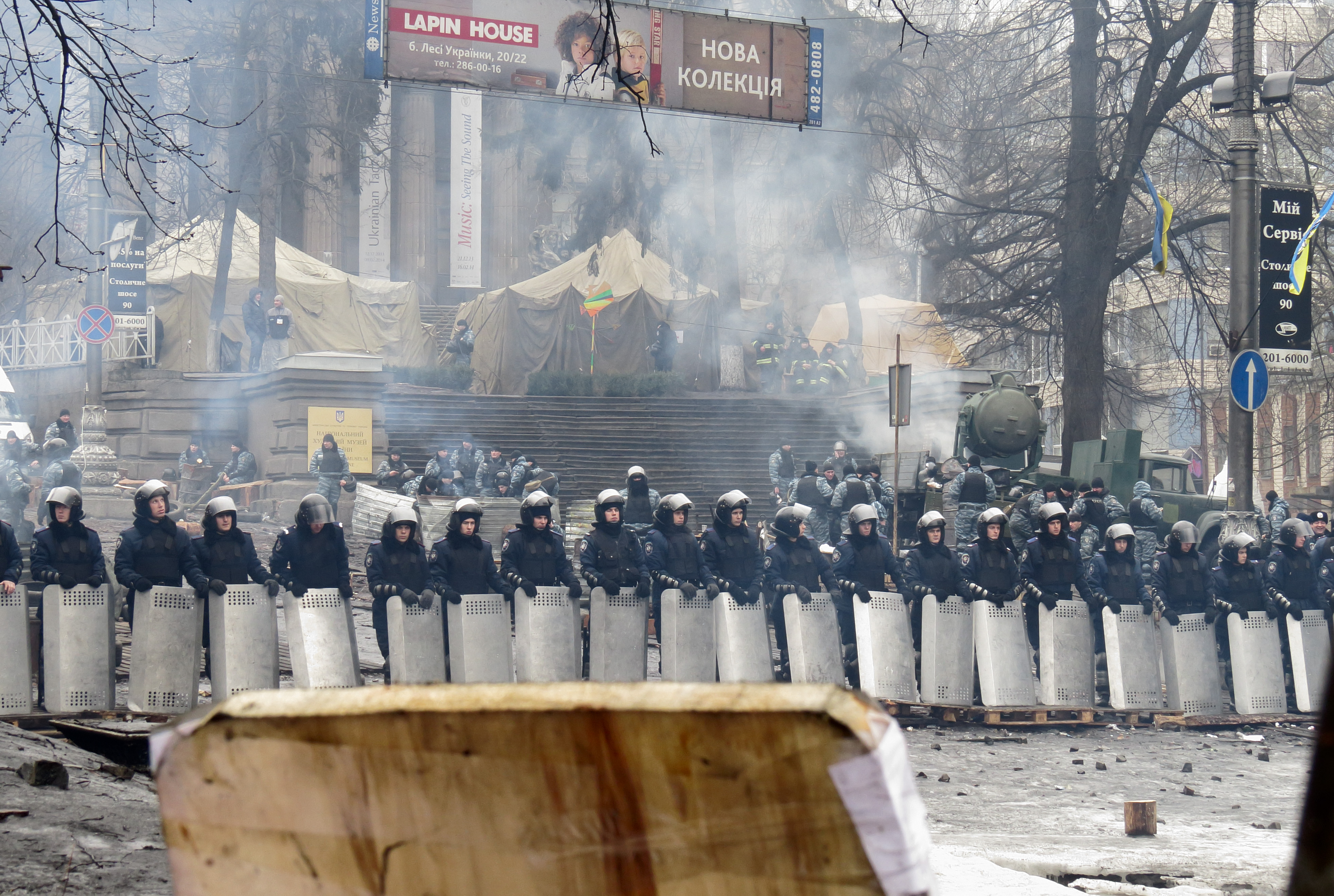
キーウにて、線を形成する機動隊（2月12日）。

2010年にヤヌコーヴィチが大統領に選出されると、憲法裁判所は2004年の改憲を違憲としたが、2014年2月18日、約2万人のユーロマイダンの抗議者はウクライナの2004年の改憲を復活させるよう求め、ウクライナ議会へ進んだ。しかし、警察がその先を塞ぎ、対立は激しさを増すことになる。BBCの特派員は、それぞれが相手を非難していると報じた。
警察はキーウの独立広場の一部・抗議者のキャンプの撤去を行い、また数千人規模に及ぶデモ鎮圧のため催涙剤やスタングレネードやゴム弾、そして（自動小銃やスナイパーライフルを含む）実弾も使用した。抗議者も大きな石やバット、銃器、火炎瓶を使用・抵抗しながら、地域党本部への侵入に成功する。
ユーロマイダンの本部であった労働組合会館ビルは火災による被害を受けた。政治評論家はウクライナは内戦の瀬戸際に立っていると示唆した。リヴィウ州など、いくつかの地域は中央政府からの政治的独立を宣言した。
2月19日、当局により事実上の非常事態宣言が発令され、検問所の設置やキーウの学校閉鎖、公共交通機関の規制などの措置がなされた。
2月20日、ヴィタリー・ザハルシェンコ内務大臣は抗議者に対する実弾の使用を許可する行政命令を制定したと発表した。これに対して、抗議者は軍隊の使用を非難、内務省などの全ての機関に中止を要求するよう署名活動を行ったと発表、議会議長のヴォロディミール・ヴァシーリョーヴィッチ・リーバックはこれら抗議者に対する軍事行動を行うとした。議会はザハルシェンコの行政命令の執行を猶予している。
キーウは衝突が続いており、直近48時間の衝突では少なくとも死者77人となっている。
ヤヌコーヴィチ大統領は2月21日に野党指導者との妥協案(ウクライナ政治危機の解決に関する合意)に署名し、改憲を約束した。また、12月に早期選挙を開催するよう呼びかけている。
合意はされたものの、いまだキーウでは数千人による抗議活動が続けられており、議会や内務省など、キーウ政府地域の全体を支配していた。
2月21日、議会に弾劾についての法案が提出される中、ヤヌコーヴィチ大統領が南東部で行われる会議へ出席するためハルキウへ出発したとメディアが報じている。
2月22日、抗議者がキーウを実効支配しており、またヤヌコーヴィチ大統領が首都からウクライナ東部へ逃れたとの報告がされた。ヴェルホーヴナ・ラーダはヤヌコーヴィチ大統領の弾劾を決定、5月25日に大統領選挙を行うことに反対なしの賛成328票を得た。
2月23日、暫定大統領としてオレクサンドル・トゥルチノフが議会議長より選出され、2月24日にはヤヌコーヴィチ元大統領に向けた逮捕状が新政府により発行された。以降数日にわたりクリミアでは親露派の政治家・活動家による集会が行われ、彼らはロシアに対し、勢いの増すウクライナの「ファシスト達」からクリミアを守るようにと要求した。
2月28日、ヤヌコーヴィチ元大統領はロシア南部で行われた記者会見で、ロシア人記者からの質問に答えており、それによると、5月下旬に予定されている選挙を違法だとして参加しない意思を表明し、また2月21日に結んだ合意が状況安定につながる可能性があるとしながら、野党は同意しなかったことを述べた。
3月1日、ウラジーミル・プーチン大統領のウクライナのロシア軍配備要請がロシア議会により承認された。

## 騒乱の前段階

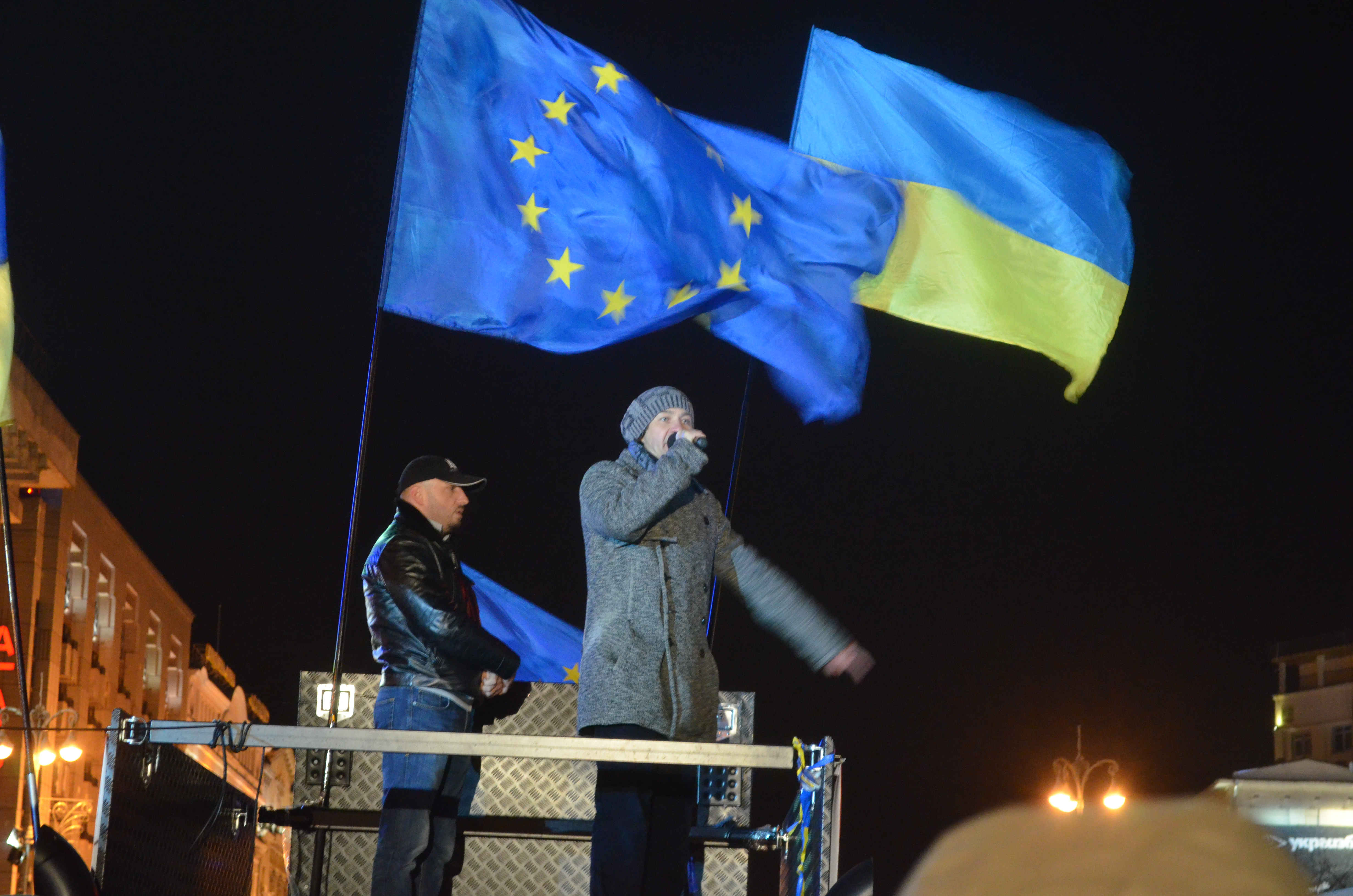
キーウにて、親EUユーロマイダンデモ参加者(2013年12月)

ヤヌコーヴィチはリトアニアの首都ヴィリニュスで行われた東方パートナーシップ会合で、欧州連合との政治・自由貿易協定の署名を拒否しており、ロシアとの緊密関係を模索し始めた。これに起因し、2013年11月に最初の抗議活動が生じている。ミコラ・アザロフ首相は200億ユーロ(270億米ドル)の融資・援助を必要としていた。欧州連合は6億1000万ユーロ(8億3800万米ドル)の融資を提供する意向であったのに対して、ロシアは150億ドルの提供に加え、ガス価格の引き下げの意向を表明していた。また、欧州連合は資金提供の見返りとしてウクライナに法律の改正・改革を要求しているが、ロシアはそれを要求していなかった。
ロシアはウクライナに経済的な圧力をかけ、欧州連合との交渉反対のプロパガンダキャンペーンを行っていた。
ヤヌコーヴィチはウクライナ西部では支持されていなかったが、ロシア語話者が多い南東部では支持を得ていた。同国の西部はハプスブルグ帝国に、東部はロシア帝国に歴史的には属し、言語から宗教まで異なっているという背景もある。
当初の集会は平和的であったが、ヤヌコーヴィチ支持者により管理されている議会で抗議の抑圧を行う法律が可決されると、2014年1月には暴力的な集会に変貌した。
欧州連合とアメリカはヤヌコーヴィチに争いを平和的に解決するために交渉するよう促し、暴力の責任が問われた場合は政府関係者に制裁を課す旨述べた。
2月の暴動が生じるまで、積極的行動主義の抗議者は建物の占領を止めるのと引き換えに刑事告発を免れるとする恩赦が行われた。結果的に占領した建物から立ち退き、またキーウの活動家がフルシェブスコホ・ストリートを退去した。2月16日にはキーウ市庁舎が政府により管理されるようになった。これまで抗議活動に参加した人は2月17日以降釈放予定であった。
2月14日、ヤヌコーヴィチは'様々な方法で解決するよう奨励・扇動されたが、戦争を望んでいない。そのような方法を徹底的に使うことで何かしらの意思決定をしたくはない'と述べた。
また、すべての政治家に対して、急進主義の自粛とともに行動も法律で許容される範囲を超えないよう理解を求めた。

## 外国の関与

### ロシアとの関わり

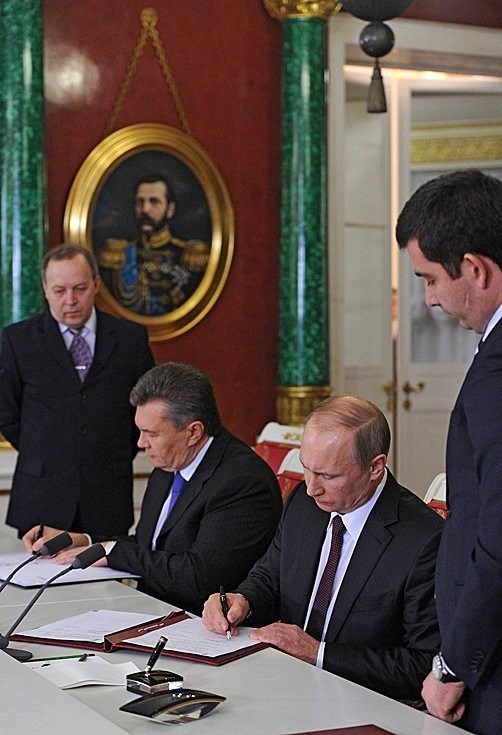
2013年12月17日のウクライナ–ロシア間協定

ロシアとのさらなる関係を構築しようとするヤヌコーヴィチの姿勢は抗議活動の大きな動機となった。やがてロシアからの150億ドルのうち20億ドルの資金調達を受け入れたが、これはプーチン大統領との良好関係を模索する兆候として解釈された。
ロシア当局はウクライナ政府に対して抗議鎮圧に向けた決定的な行為を執るよう圧力をかけており、ロシアからの20億ドルの資金調達が行われた数時間後にユーロマイダンの抗議者に対する警察の攻撃が命令されている。欧州各地の政府閣僚はロシアが事態を悪化させたとして非難した。
2月20日のインタビューでロシア連邦軍参謀本部情報総局大佐を務めていたアレクサンドル・ムシェンコはこの争いは力で解決することが可能で、ウクライナは独立国家として存在し得ないことを証明したと述べた。
ヘンナディー・モスカル元内務次官が公表した政府の文書では、抗議者の鎮圧に関する助言を行っていることが示されている。それによると、作戦名「ウェーブ」「ブーメラン」とある作戦は群衆を追い散らさせ、抗議者の拘束のために狙撃兵を用いるといったものである。計画には2万2000人の治安部隊をキーウに配置すると言った内容も含まれている。文書内では、ロシア連邦軍参謀本部情報総局元副議長はキーウホテルに滞在、準備に大きな役割を果たしたことについても触れられている(ウクライナのセキュリティサービスによって支払われている)。しかし、文書の信頼性については確認できず疑わしいとロイター通信は報じている。
アルセン・アヴァコフ内相は一連の争いについて、ウクライナ以外の第三者によって引き起こされたとし、調査が進行していると述べている。
2月21日、約100人を殺害したことによる撤収が失敗すると、ヤヌコーヴィチは譲歩を見せた。これに対し、ロシアのドミートリー・メドヴェージェフ首相はヤヌコーヴィチのいい加減な行動を止める必要を指摘、また資金提供を控えると述べた。ロシア政治顧問のサルゲイ・アレクサンドロビッチ・マルコフは野党が権力を乱用しないよう法律で許容される範囲内における全てのことを行うと述べた。
2月24日、ロシア外務省はウクライナ人に過激派が定着しないように取り締まることを促す声明を発表、メドヴェージェフ首相はウクライナの暫定政権を合法だとは認めなかった。
ヤヌコヴィッチが大統領を辞職した後、2014年4月3日に行われたウクライナの新たな内務相、最高検察官、最高治安責任者の記者会見では、抗議者の弾圧にはロシア連邦安全保障局(FSB)の職員30人以上が関わっているとし、キーウ付近の空港に多量の爆発物を持ち込んでいると述べた。ウクライナ国家安全保障局暫定局長のヴァレンティン・ナリーヴァイチェンコはロシア安全保障局の職員がユーロマイダンの抗議者弾圧のためにキーウに駐留しており、ロシアにウクライナの治安を報告しているとして、また反テロリスト活動の計画・実行に参加した証拠を立証していると述べた。また、調査ではオレクサンドル・ヤキーメンコがウクライナ駐在のロシア連邦保安局捜査官から報告を受け、状況報告会を開いていたことを明らかにした。このことについて、ロシア連邦保安局は根拠のない主張として否定、事実であった場合のコメントを拒否している。

### アメリカとの関わり
2013年12月、ジョン・マケイン共和党上院議員は全ウクライナ連合「自由」総裁オレフ・チャフニーボクとヤツェニュクを訪ねた。同年12月15日のガーディアンが報じたところによると革命を支持した大衆に呼びかけたという。
記録された時期は不明だが、2014年2月4日にリークされた電話の録音には、ビクトリア・ヌーランド国務次官補（欧州・ユーラシア担当）とジェフリー・ロース・パイアット在ウクライナ米大使が、野党指導者に期待する役割について話し合っている様子が記録されていた。
盗聴された会話の中でヌーランド氏は、国連（UN）の潘基文事務総長がオランダのロバート・セリー元駐ウクライナ大使を国連特使としてウクライナへ派遣する意向だと聞いたと明かし、「そうなれば素晴らしい。このばらばらな状態を国連が手堅くまとめてくれるだろう。EUなんか、くそくらえ」と、ウクライナ情勢をめぐり対応を異にするEUへの不満をぶちまけている。
アメリカ国務省報道官のジェン・サキは「この会話は、アメリカがウクライナの政治に干渉しようとする計画の証拠ではないし、現地での出来事や提案について話し合うことは、当たり前のことだ」と述べた。
ロシアのマスコミは、2015年2月のCNNのインタビューでオバマ大統領が「ウクライナで権力を移行する取引を仲介した後」と発言したことについて、アメリカがヤヌコビッチ政権打倒に何らかの関与をしていた可能性を示唆していると疑った。アメリカ国務省はこの発言について「ヤヌコビッチ大統領がその責任を放棄したあとに、権力を移行するためウクライナの政府や野党らとアメリカ政府が協力したことは事実だ。そしてその取り組みにはロシアやヨーロッパの政府も参画している」と説明した。
法政大学教授の下斗米伸夫は、当時のバラク・オバマ米大統領が2015年1月末のCNNのインタビューにおいて、ウクライナ介入の事実を認めたと認識している。
ウクライナのNGO団体であるCenter UAは米国の政府機関から資金提供を受けており、Center UAはChesno, New Citizen, Stop Censorshipといった当時のウクライナ政府への批判活動やユーロマイダンの抗議運動で大きな役割を果たしたNGO団体を運営していた。財務報告書によれば、Center UAは2012年に50万ドル以上を受け取ったが、そのうち54％はアメリカ合衆国国際開発庁が資金提供しているプロジェクトであるPact Inc.からのもので、約36パーセントは、eBayの創設者ピエール・オミダイアとその妻が設立した財団であるオミダイア・ネットワークからのものだった。他の寄付者には、億万長者のジョージ・ソロスが主要資金提供者である国際ルネッサンス財団や、主に米国議会が資金提供している全米民主主義基金などがあった。Financial Timesによれば、New Citizenはユーロマイダンの抗議デモ発生に大きな役割を果たしたとされている。活動資金についてCenter UAとNew Citizenの設立者であるオレフ・ルィバチュク(Oleh Rybachuk)は、西側諸国の援助金は使っておらず、ボランティアや国内からの寄付金に頼って活動していると主張している。ユーロマイダン発生の約2年前、2012 年 3 月の時点でルィバチュクはFinancial Postの取材に対し「人々は恐れていません。オレンジ革命は奇跡であり、成功した大規模な平和的な抗議活動でした。私たちは再びそれを行いたいと考えていますし、そうできると思います。」と述べていた。

## 経過

### 2月18日

#### 初期の衝突(マリンスキーとリプキー)

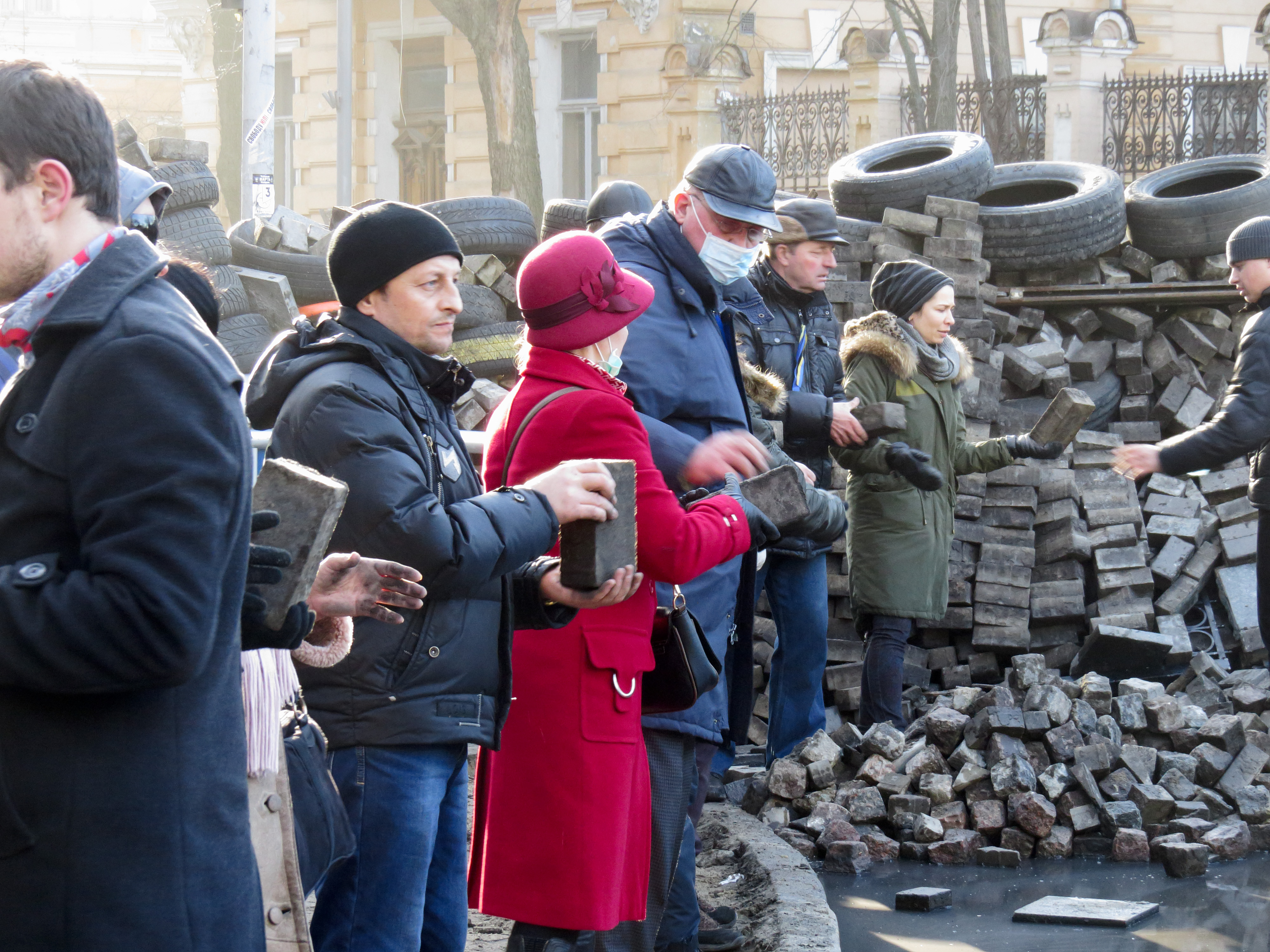
バリケードを築くデモ参加者。

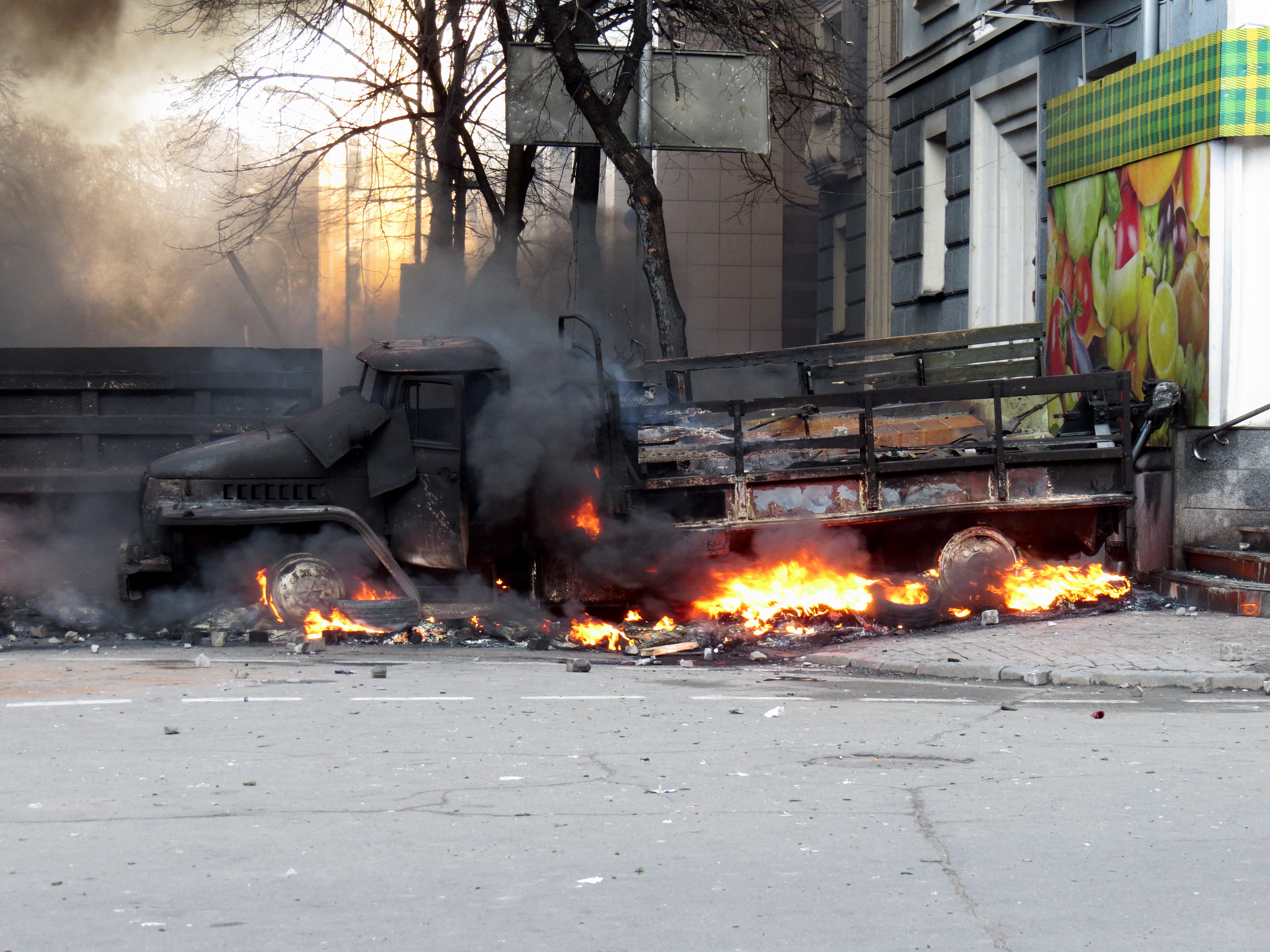
軍隊を運んでいたトラックがキーウ市の中心で燃えたのは2月18日のことであった。

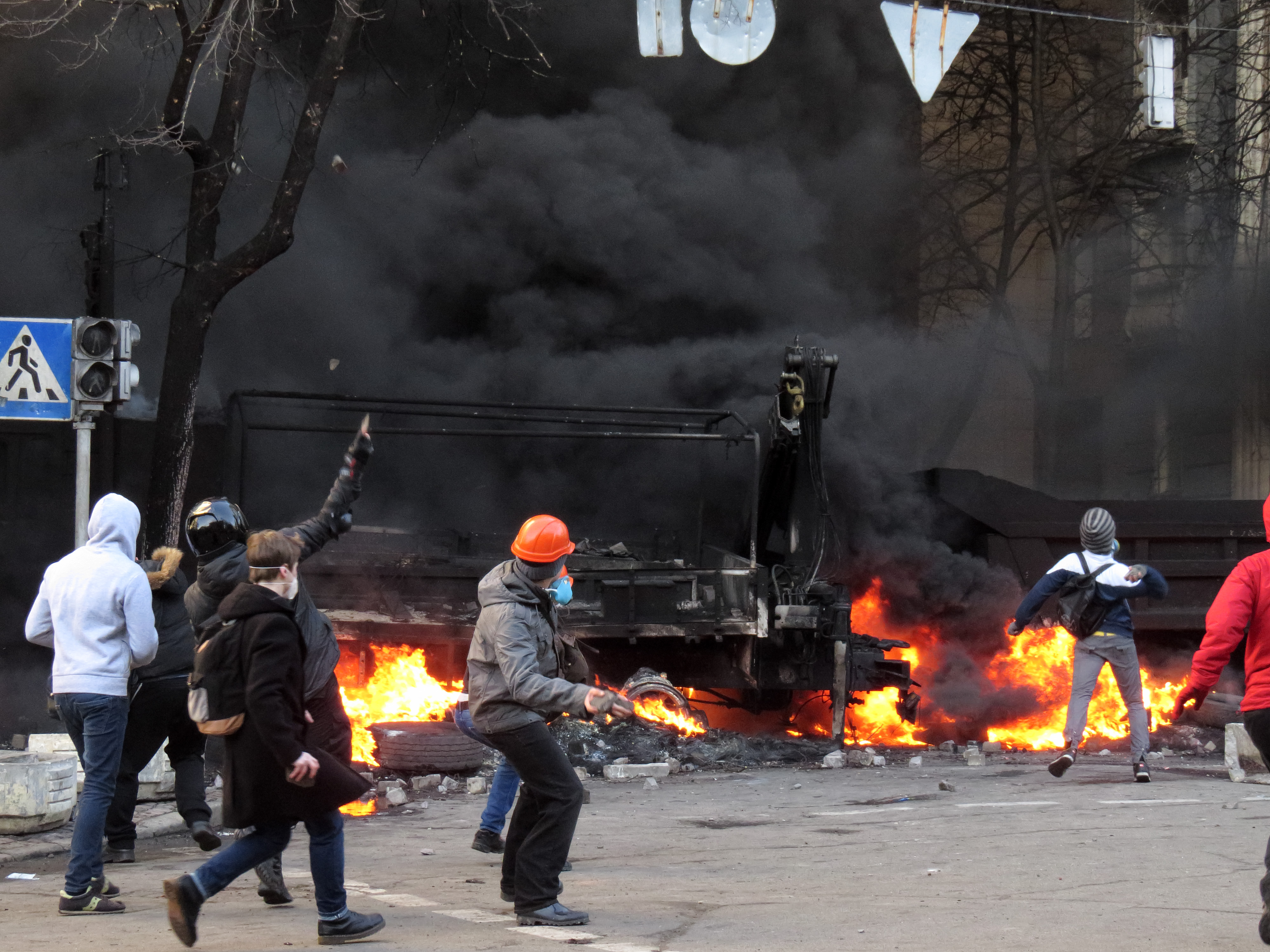
レンガや火炎瓶を警察に投げつける抗議者。

2月18日の夜、右派セクターはすべての党員に平和攻勢の準備をするよう呼びかけ、マイダン集団連合は全ての市民に学生組合が参加することに同意した平和攻勢に参加するよう勧告しており、2月18日の朝には8時30分に議会へ向けて行進することを報告している。
同日朝、2万人に及ぶデモ隊がヴェルホーヴナ・ラーダに向けて行進した。議会は野党による改憲・政府に対する要求の受け入れを検討するとしている。
9時45分頃、デモ隊はウクライナ中央警察所付近の輸送トラックのバリケードを破壊し、非常線を押し退けた。衝突の発生は、24人のデモ隊が警察車両を動かしたことにより議会に通じる道を閉鎖したあとのことであった。
10時00分、全ウクライナ連合「祖国」党員のレシャー・ユリウィブナ・オロベット国会議員はショットガン(Fort-500T)で武装した警察がショブオヴィッチナ・ストリートとリプスカ・ストリートで閃光弾やスタングレネードで攻撃し始めたことを報告した。
10時08分、警官隊がヴェルホーヴナ・ラダのビルに近づくにつれ、抗議者は警察官の別の非常線から抵抗、抗議者の数は膨れ上がり、5万人に上昇したとの報告がされた。
10時18分には舗装された道路破壊のためと見られるインスティチャツカ・ストリートでの爆発・爆煙が報告され、抗議者が警察官に対して石畳を投げるなど過激の様相を見せ、当局者もまた、抑圧のため群衆に向けてスタングレネードを投げる始末であった。ディナモ・スタジアムに立てこもり、タイヤに着火した抗議者もいた。
10時30分、議会は2004年憲法を復活させるか投票を行う予定であったが、ヴォロディミール・ヴァシーリョーヴィッチ・リバックが議案を登録しなかったため、実現しなかった。
10時33分、抗議者と警察の衝突がショブオヴィッチナ・ストリートに移り始めた。抗議者は、マリンスキー公園にいたヤヌコーヴィチの警察官に、お前らは傭兵だと言いながら、200フリブニャ紙幣を彼らの面前で振り始めた。
活動家のオレクサンドル・アロンツェは狙撃兵が一般人を標的にしていると報告、11時00分までに重傷を負った抗議者は数多い。抗議者により火炎瓶が投げられ、ショブコブニーチャ・ストリートではダンプトラックのバリケードが燃やされている。
11時10分頃に警察官はショットガンを使用しはじめ、また屋根の上から群衆に向けて手榴弾を投げている。

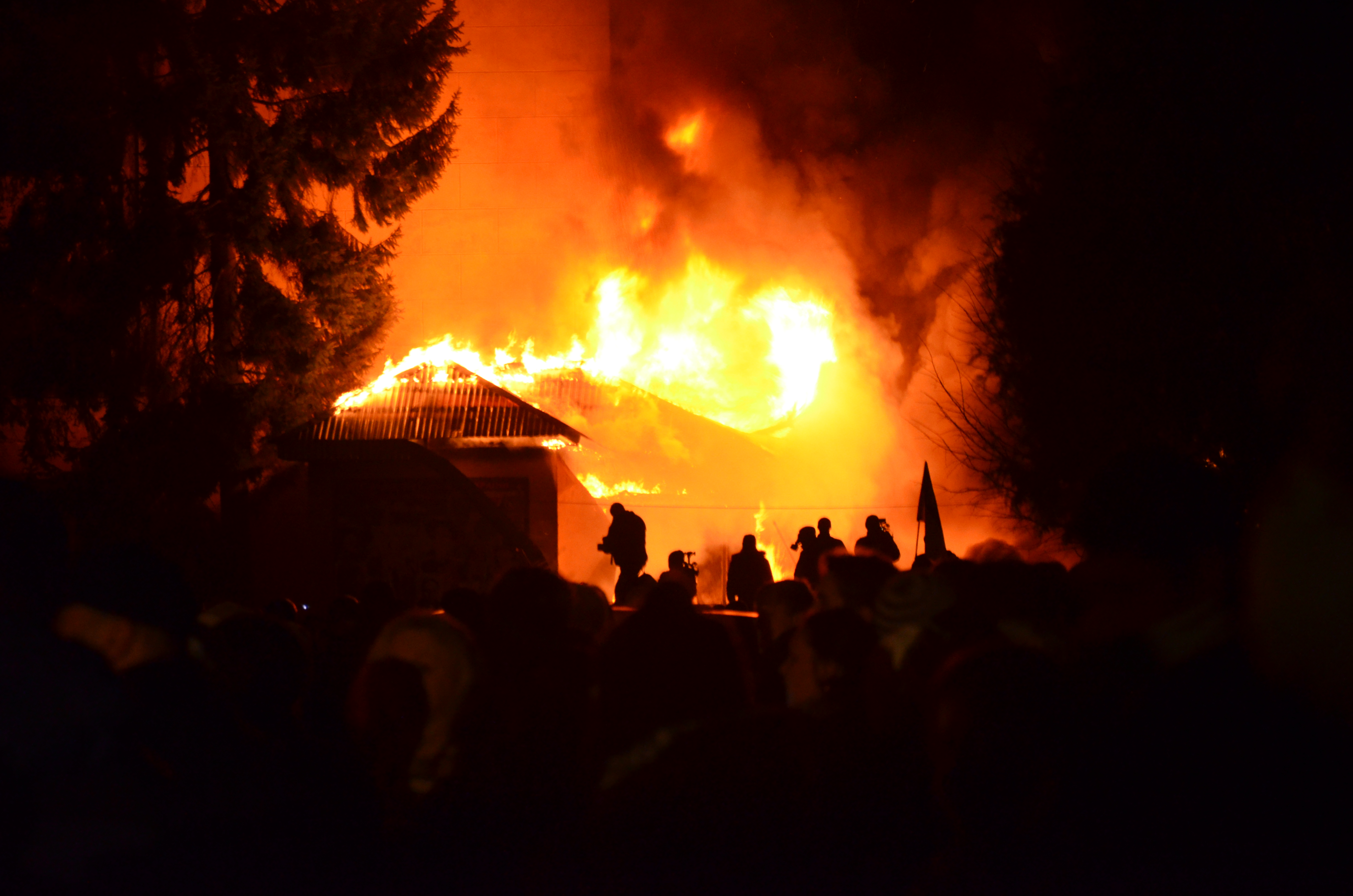
リヴィウの国内軍部隊の本部周辺にて、抗議活動により燃えたバリケード

#### 地域党の奇襲と警察の報復
11時23分、ベルクト特殊部隊は群衆に攻撃しようとしたが、逆に抗議者から攻撃されている。
その2分後、抗議者が地域党本部の玄関口を破壊したことが報告された(本部はリプスカ・ストリート)。11時30分にはジャーナリストのテチアナ・チョルノビル含む抗議者が地域党本部に放火している。その後12時30分までに地域党本部は警察による管理になっている。
12時12分、健康大臣ライサ・ボガティロヴァが抗議者に襲われるも、無事に逃げている。
13時までに数千人の警察が政府地区を包囲、抗議者を追跡し始めた。1人の抗議者が頭に負傷しており、警察官を起訴することが道理で、他の皆も壊しているとキリフ・ポストに語った。

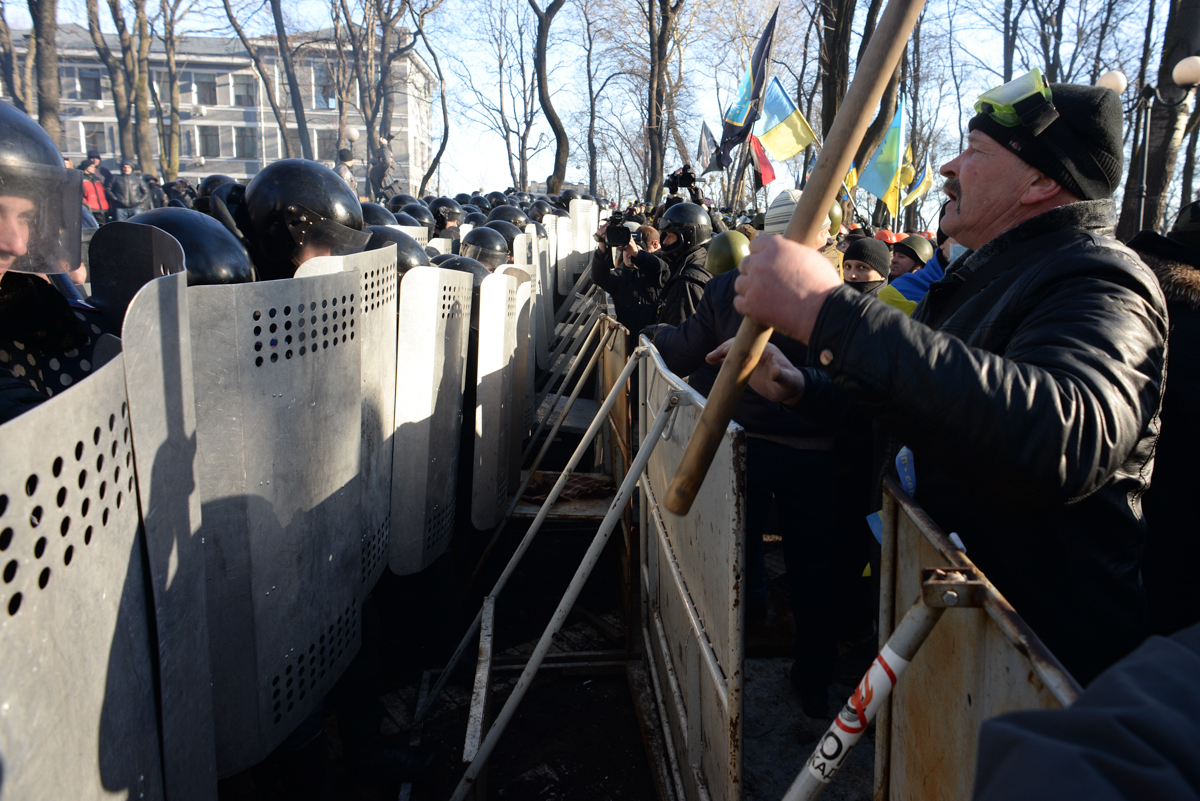
国内軍と抗議者を分断する防御線

13時30分、インスティチャツカ・ストリートの4人の役員がビルの上から群衆に向けて手榴弾を投げると、抗議者がそのビルを攻撃、一部を燃やした。抗議者は屋上に移動、警察に退去するよう強制した。2月18日では最も激しい衝突として扱われている。ベルクトや国内軍は本格的に群衆に対する攻撃行動を開始した。放水砲を使用して突撃した警察官も報告されている。
18時までに催涙ガスを用いていた警察官はマリンスキー公園から1万人の抗議者を追い出すことに成功している。しかし、デモ隊は手榴弾を投げ、煙で公園を満たす抵抗を続けた。また、反政府の活動家が親政府派と反政府の軍とで分断しようとしている。
AK-74のアサルトライフルで武装した警察の写真が公開されている。ヘンナディー・モスカル議員はこの警察がアルファ部隊であると推測した。
ベルクトの指導者であるウラジーミル・クラシェフスキーは黄色い腕章含む黒く武装した国内軍の避難の助けになるよう派遣された。
抗議者は再度市役所を占領した。また、ロシア国営新聞イズベスチヤによると、バット・鉄棒で武装した野党活動家が地域党へ奇襲、ヴァレリー・コンスタンティノヴィッチ・ザハロフを死に追いやったという。

#### マイダンへの前進

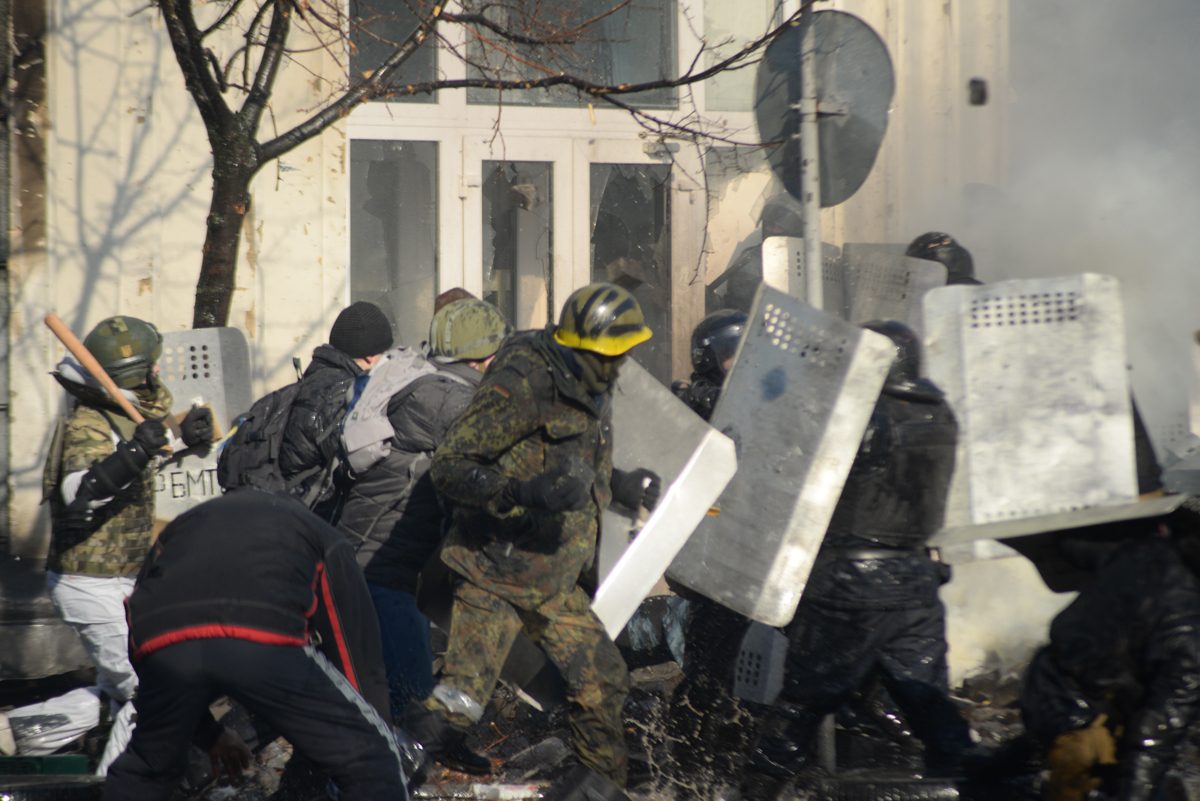
抗議者と国内軍の衝突

15時45分、数百人の警察官が議会に向けて進み、抗議者に向かって攻撃した。これについて、警察官はインスティチャツカ・ストリートのキリフ・ポストのジャーナリストのガスマスクを掴みながら「私も皆もこれが好きだ！」と述べたという。

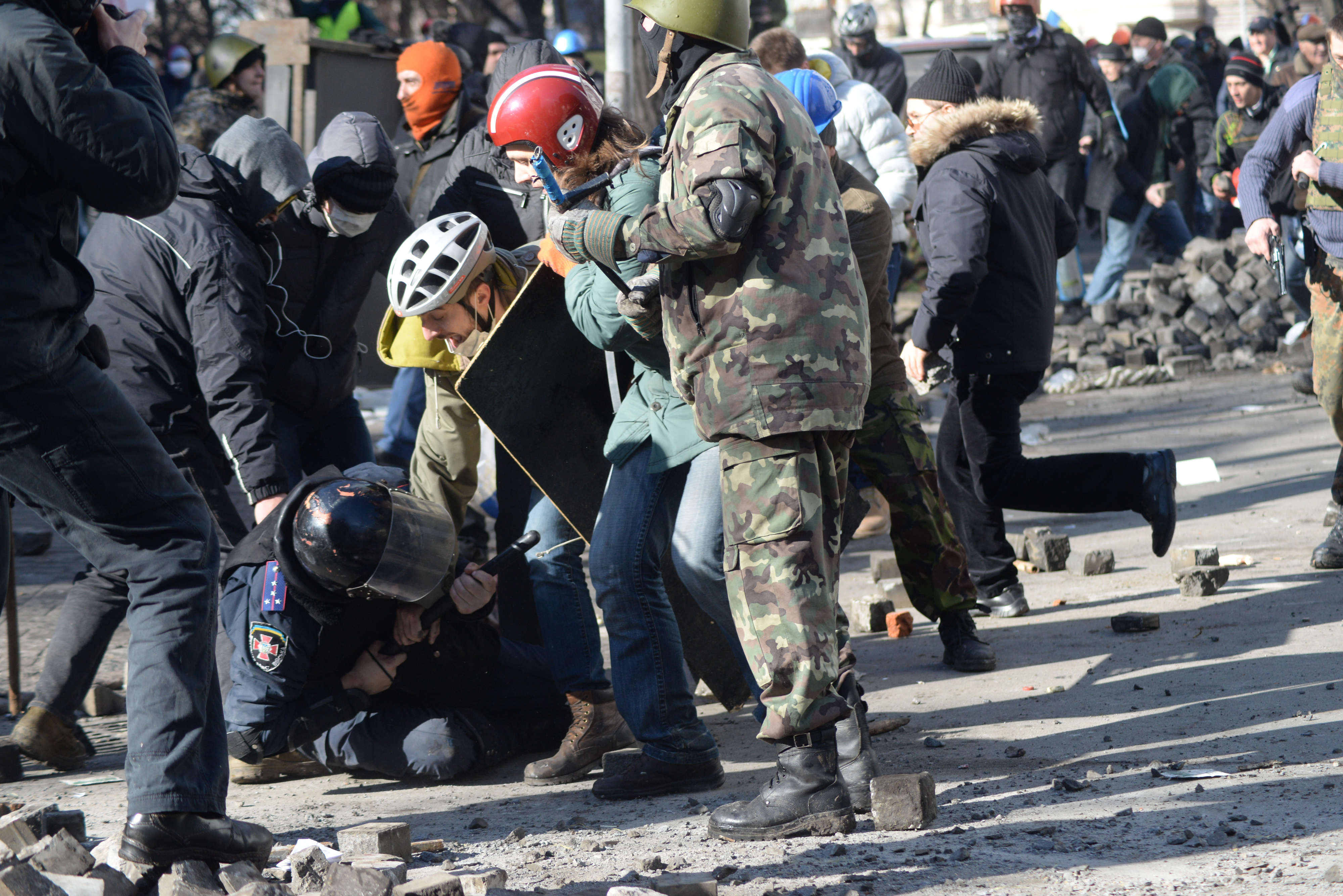
キーウの衝突で地面に倒された警察官

16時、ウクライナ治安局のオレクサンドル・ヤキーメンコと内務大臣代理のザクハルチェンコ長官は抗議者に向けて「18時までにこの無法が終わらないものなら我々はありとあらゆる法的手段を使って命令しなければならない」と公に警告した。
警察官は十月宮殿の抗議者に向かってインスティチャツカ・ストリート沿いの橋から煉瓦を投げているなど、暴動とも取れる行動を取るのが多くなっている。
20時、未確認の50人がカナダ領事館に侵入しようとしている旨報告があった。

#### マイダンでの攻撃
警告後、警察は独立広場に数千人の抗議者のために銃器・放水砲で武装した兵士を派遣した。テントを家代わりにしていた抗議者は燃えた。警察は明らかに武装した個人であり、反テロ活動の一環として必要であったと兵士の行動を正当化している。
野党指導者アルセニー・ヤツェニュクは両者に朝まで停戦するよう求め、抗議者はタイヤなど、燃やしたものを積み、治安部隊との間で火の壁を作っている。
テレビチャンネル5 Kanalの放送はウクライナ全土で閉鎖されているが、衛星を介してでは利用可能であり、YouTubeのライブも利用可能であった。数時間後にサービスを再開している。

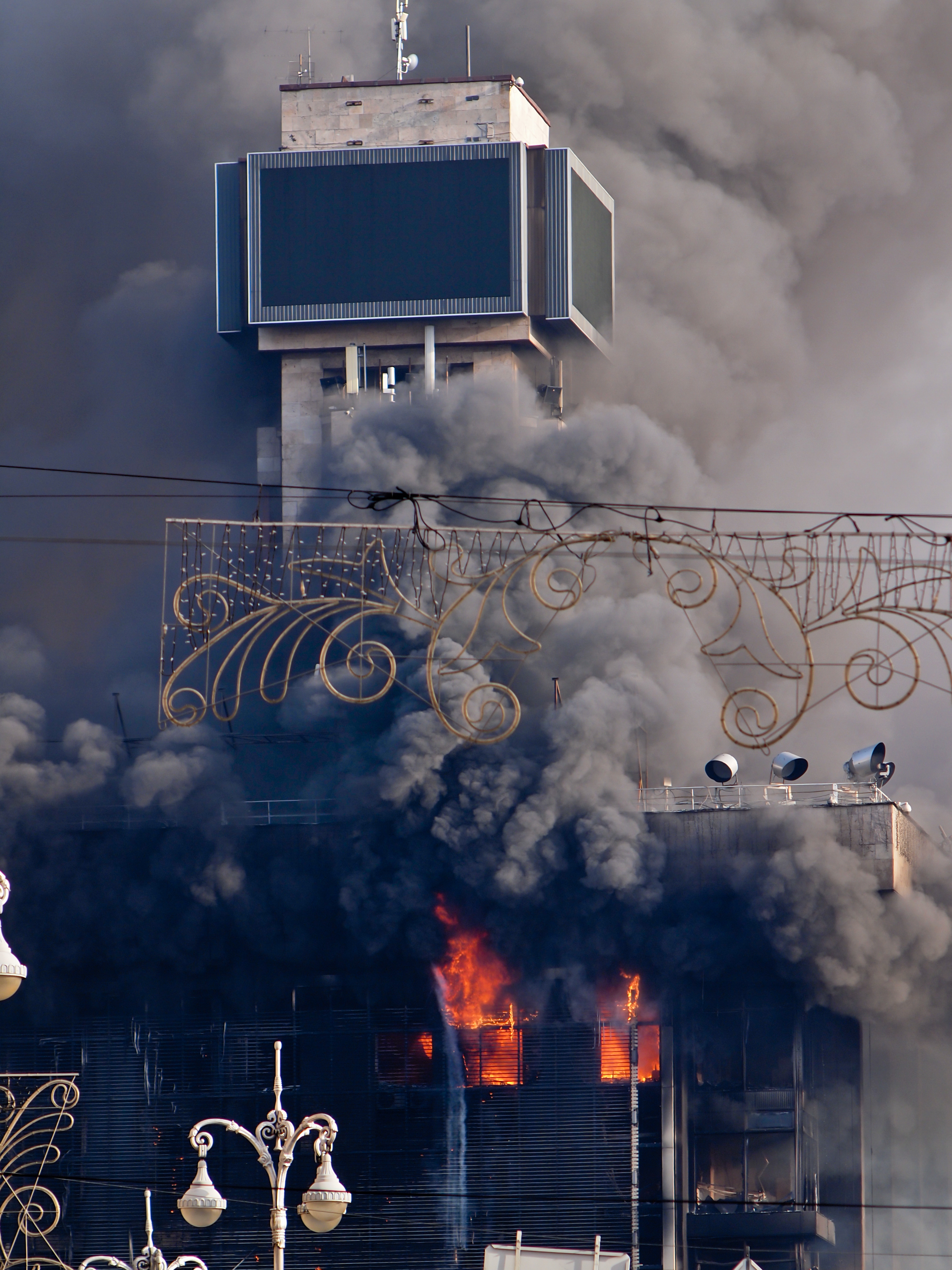
キーウの労働組合ビルは警察攻撃後、ユーロマイダンの本部として用いられた

22時頃、警察が独立広場東部の抗議者の防御線を超えたと報告された。占領された労働組合ビルを取り返そうとしているが失敗している。
大統領補佐官ハンナ・ヘルマンは元の平和に戻り、群衆が後ずされば政府と野党の交渉がされるに過ぎないとし、加えて、さらなる武装対立の要求はウクライナ国民と政府に対する大きな犯罪であると述べた。
ウクライナのヴィクトール・プションカ検察官はこの抗議の主催が責任を持つべきであり、最も重い刑罰を要求すると述べている。
活動家は翌日1時35分に消えた街灯が決定的な攻撃の始まりを示していると信じたという。

#### 野党指導者とヤヌコーヴィチ大統領の会談
ヤヌコーヴィチ大統領との会談を終えた野党指導者ビタリ・クリチコは会談が成功しなかったことをフロマドスケテレビに語った。2月18日に生じた20人の死者に対して責任があったというヤヌコーヴィチ大統領の主張に1時間以上耳を傾け、それによると抗議者が独立広場を去ることを強制するよう要求したという。伝えられるところでは野党指導者を刑事告発で脅したとのことである。
ヤヌコーヴィチ大統領はウクライナのテレビで野党指導者に向け、法執行機関と衝突する根本的な要素から私は逃れると述べ、そうでないならば彼らと別の話をするだろうと語っている。野党指導者は民主主義の基盤を無視しているとも付け加えている。
2月20日、野党3党（全ウクライナ連合「祖国」・UDAR・全ウクライナ連合「自由」）は我々は決して人々を武器と呼ぶことはない理にかなった位置にあり、各々の死亡は我々一人一人における個人の悲劇であると声明で主張している。
その後、当局者は政権交渉のために多くの人々の死を招いた政策は不愉快極まりないものだが、可能な限りすべてを行う。しかし流血沙汰を防ぐのは不可能であると述べている。抗議行動を解消することは逆効果で非現実的であり、マイダンをまとめたのは我々ではないし、それを分散させるのも我々ではない。彼らの要望がいつどのように満たされるかによって一人一人が何をするべきか決めるべきだとも語っている。

### 2月19日

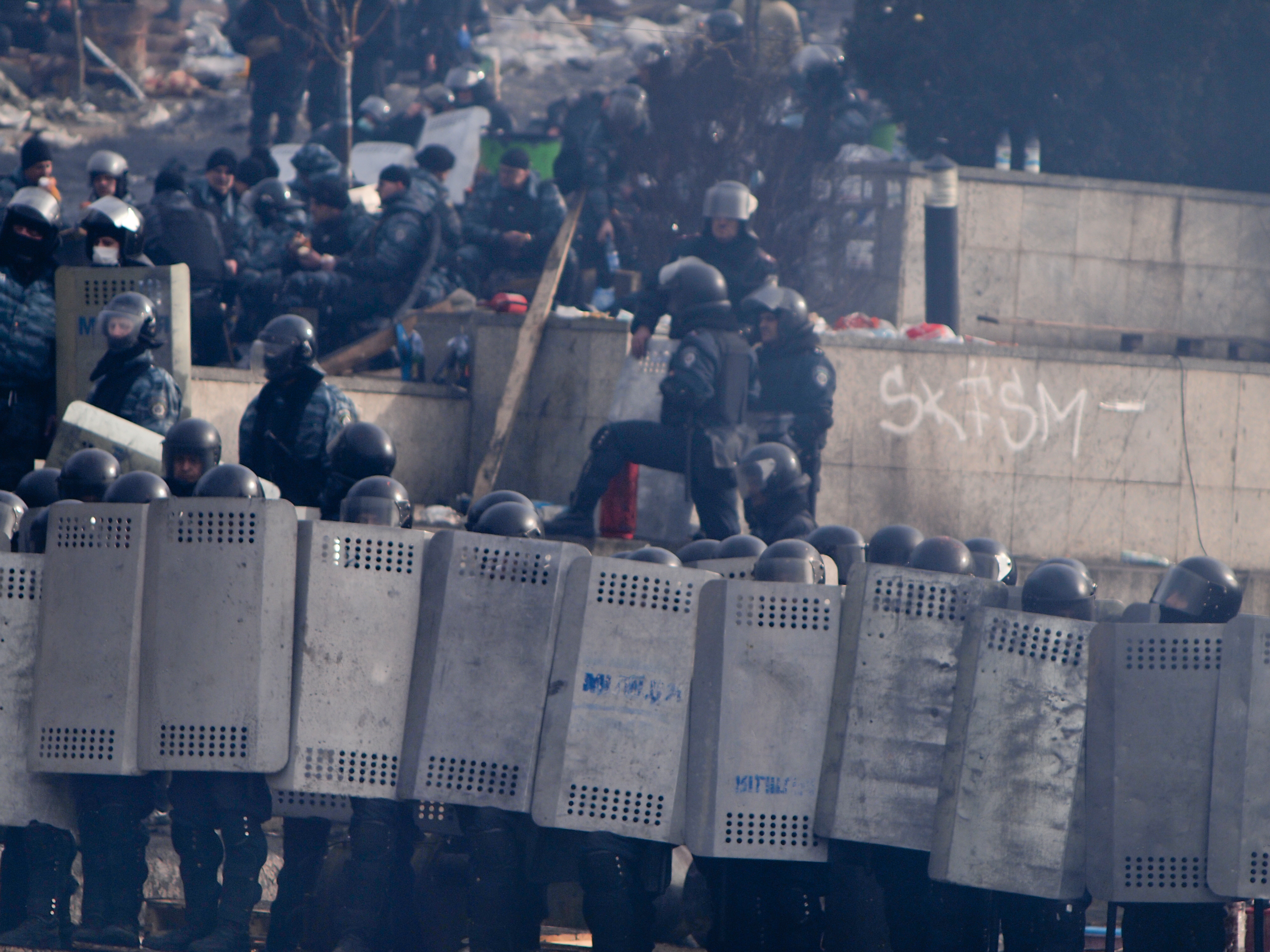
抗議者に対してファランクスを形成している国内軍。後ろに立っているのはベルクトである

キーウ地下鉄や主要道路は警察により閉鎖されている。フレシチャーティクの大半の店も閉鎖されており、ユーロニュースの特派員はバリケードから離れる生活はいつものように仕事だと述べている。
早朝、チフスキーは2人の抗議者に対して発砲、うち1人が殺されており、この時点で死者は合わせて26人に上がっていた。
ウクライナ保安庁(SBU)は反テロ活動を開始、情報部は権力を奪取しようとする違法行為(クーデター)関係で無名の政治家を調査し始めた。保安庁のウェブサイトによると、反テロ活動開始を決定した経緯には保安庁の他にも内務省・ウクライナ国防省・ウクライナ国境警備隊を中心に地方政府が関係しているという。このことについて、政治評論家タラス・ベレソベットは治安局は裁判所命令や法的保護なしに自由に抗議者の検査ができ、資産も押収することができ、拘束することができると述べた。
早朝、オレナ・ルカシュは根本的な措置を認めない宣言に冠する署名について野党が拒否したことを発表、ヤヌコーヴィチ大統領は建物を占領して武器を押収することをやめさせるよう野党に要求している。
防衛大臣のパヴロ・レベドイェフはドニプロからキーウに数機の空挺部隊を送ったことを認めた。暗号化された電報が発見されている。新たに任命されたユーリィ・イーリンウクライナ軍参謀総長は軍隊配備のために直接命令を発令している。
また、2月19日にはAn-26軍がロシアに機密飛行を行っており、反暴動兵器・弾薬の大量奪取が行われている。2015年に知られたことである。
ユーロニュースの特派員はウクライナ全土から抗議者が来訪、独立広場に密集していると報じた。14時50分までに約5000人が四角形状に集まっている。
右派セクターは郵便局が新しい拠点として機能し、キーウ中央郵便局やテレビ・ラジオのための国家委員会を占めていた。

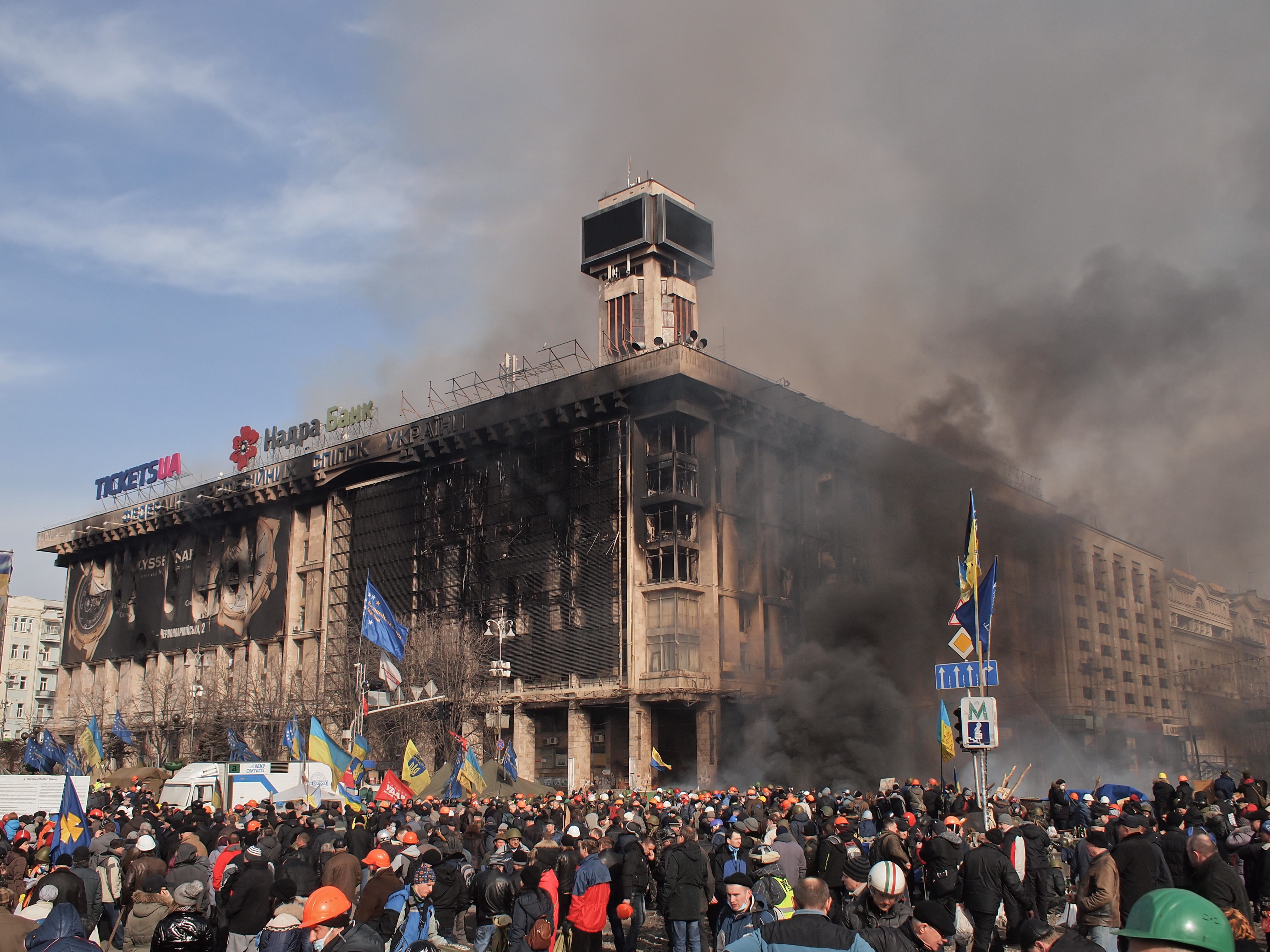
ユーロマイダンの本部である燃えた労働組合ビル

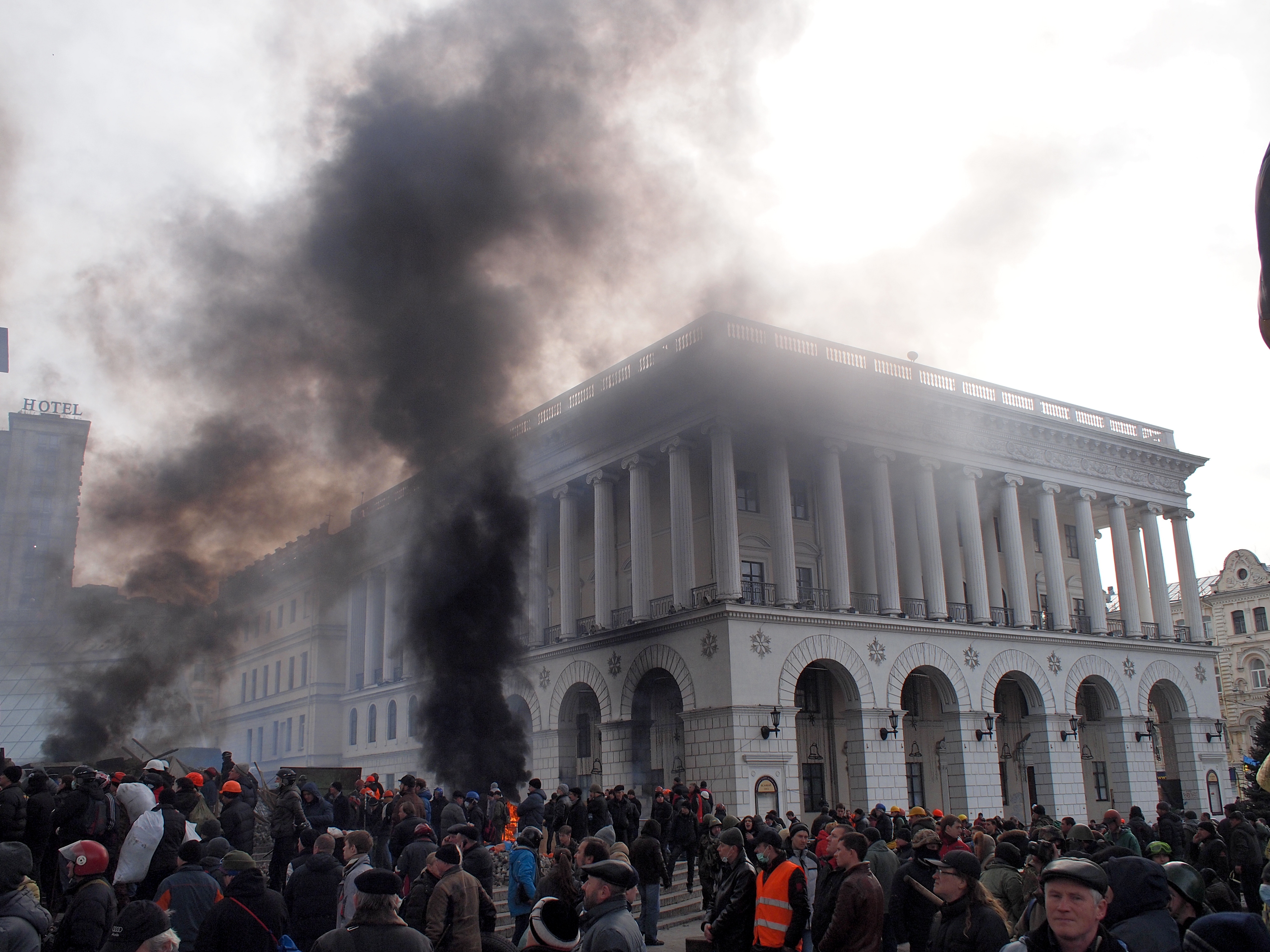
狙撃兵の視界を遮るためにキエフ音楽院付近でタイヤを燃やしている抗議者

ヤヌコーヴィチ大統領はウクライナ軍参謀総長ヴォロディミール・ザマナを解任、海軍総司令官であったユーリィ・イーリンを新たに任命した。防衛省は軍事施設の守備に向けてウクライナ全土に部隊を配置していると発表しているが、保安庁監督のオレクサンドル・ヤキーメンコは軍・武器の基地数カ所が攻撃されていると述べている。
欧州投資銀行はウクライナにおける活動を凍結、しばらくの間はウクライナで仕事をする人々に無責任な、政治的に間違った状況をどうにかするよう述べている。
夜遅くの政府と野党指導者の会談後、双方は停戦宣言を行い、交渉を行うことに合意した。
政府側はこの流血沙汰を終え、社会平和・国の状況を安定させる目的で交渉を開始することに同意したとヤヌコーヴィチ大統領は声明で述べた。野党の政治家であるヤツェニュクは停戦宣言は夜間に攻撃をしないというヤヌコーヴィチ大統領の約束事が関わっているとしている。右派セクターはこの停戦に同意していない。
ユーロニュースの独立広場の報道官は抗議者が増えていると報告、また、多くの人々のインタビューでは、被害者の方が多く、ひどく殴られるほどまた抗議者が増えるだろうと述べている。

### 2月20日

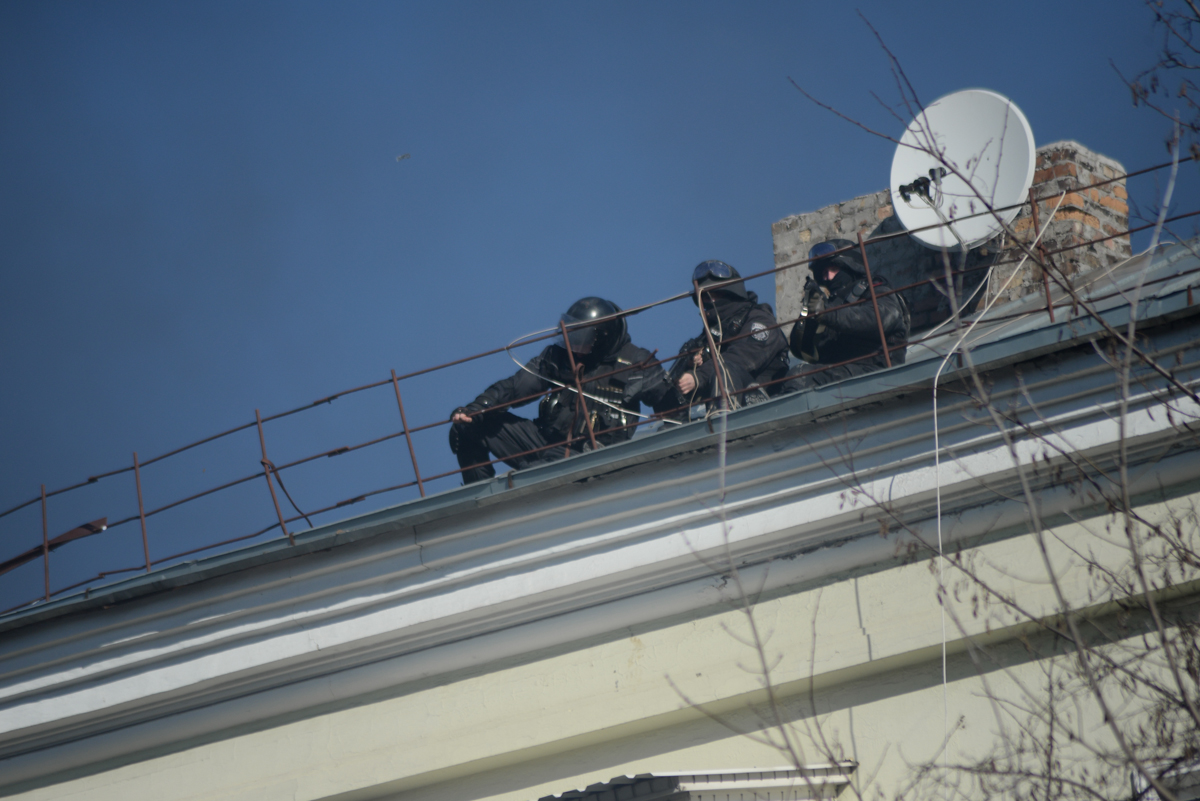
警察・狙撃兵

0時35分、ヤヌコーヴィチは2月20日を抗議により亡くなった人々を悼む日であることを宣言したとインテルファクス通信が報じている。
3時50分、活動家は抗議の間、ロシア内務省職員の制服から肩のパッチを取ったとし、ロシア関与疑惑の証拠として提出したと主張した。停戦合意が結ばれたにもかかわらず、独立広場は抗議者による銃声が響いたという。
4時20分、イヴァーノ＝フランキーウシクに5台の抗議者を乗せたバスが到着した。
両者は争いのために互いに批判しあっている。ヤキーメンコはウクライナのユーロマイダンの政府が2月20日に狙撃兵を雇う責任があると主張している。
ウクライナ大統領府は狙撃兵が抗議者による攻撃を受けたと主張、スナイパーライフル含む銃器を使っていると述べた。抗議者は火炎瓶や爆発物を投げ、戦争の開始を警察に促した。野党政治家のクリチコは人々を攻撃することで対立関係を作るために武装した凶悪犯は放たれたのだと述べた。
9時25分、キエフ音楽院に治安部隊が火をつけようとすると、抗議者はベルクトを十月宮殿へ押し戻した。なお、十月宮殿は負傷者の手当てのためにも使われている。
9時32分、議会の招集が行われないことが発表された。
ユーロマイダンの抗議者は盾や火炎瓶を所持しながら警察に向けて行進し、退去させた。結果、独立広場は再び抗議者による支配に戻り、67人の警察官が捕えられた。
10時49分、十月宮殿付近の防御線で衝突の最中、ウクライナの家で眠っているところを法執行機関の職員が逮捕された。大半の男性は18-19歳であり、訓練もなく、警棒のみで武装されているだけであった。軽傷は医師により治療されている。
捕えられた警察官はクリミアやドニプロ、クルィヴィーイ・リーフやルハーンシク東部の出身であった。
国内軍も衝突の間に降伏し（大半は19-20歳の徴兵）、ウクライナエネルギー企業の本部及び十月宮殿で捕虜となった。
キーウ・ポストによると、10時時点でもデモ参加者は1万から2万人ほど残っていたという。ウクライナ独立通信社の特派員によると、独立広場には3万人を超える人が居たという。
10時55分、アンドリー・クリュイェフはヤヌコーヴィチ大統領は要求されたウクライナ憲法の改憲について野党との合意を結ぶ準備ができていると発表、衝突が政治家に迅速な合意を結ぶ原因となったという。

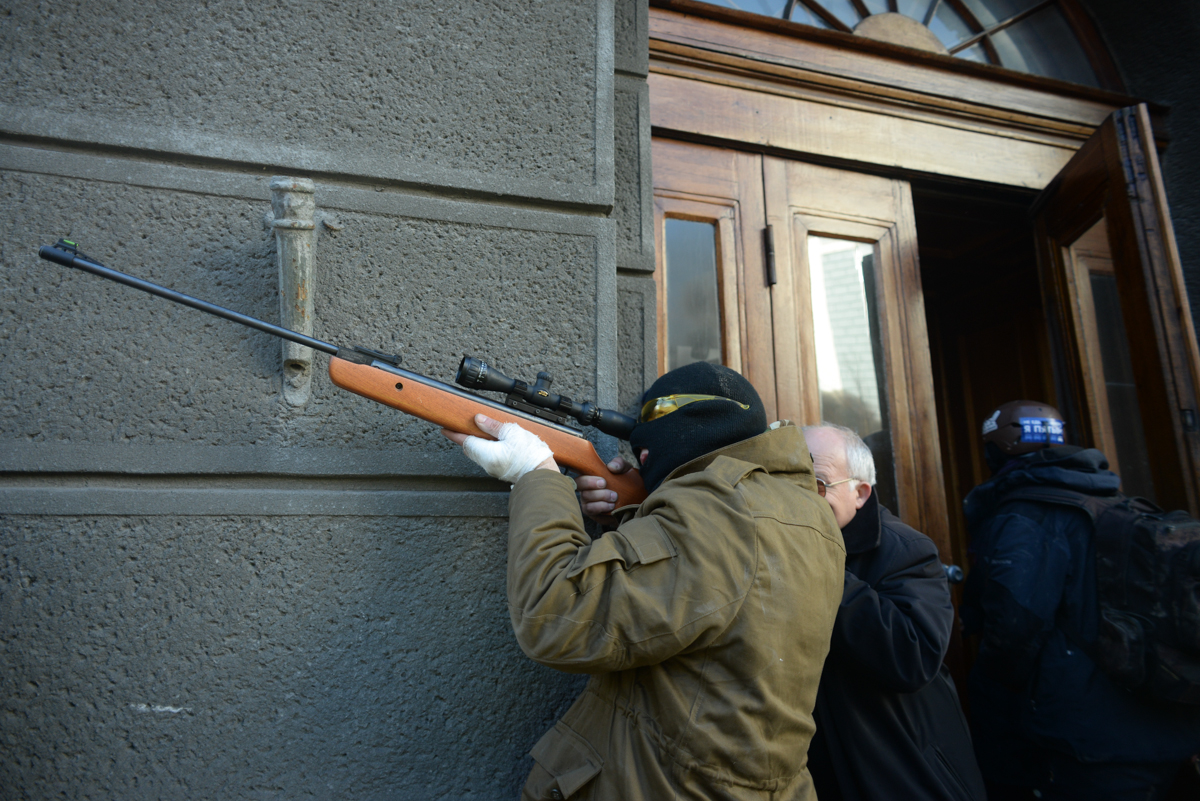
マスクをしているエアライフルを持った抗議者

抗議者の拠点の一つとなっているキーウとリヴィウの電車は一時的に運転を停止した。広報担当者によると、これは電線の損傷が原因だという。
偶然ながら、武装器具がリヴィウにある内務省の武器庫から押収され、キーウ郊外へ運搬されたという報告がある。
キーウ市国家行政府のヴォロディミール・マケイェンコーは地域党を辞任したが、キーウ市が確実に機能するようにと、キーウ市国家行政府の任務を継続している。その後、キーウ地下鉄に再開するよう命じたが、15時までに地下鉄が再開することはなく、地上における輸送もあまりない。部分的ながら、地下鉄は夕方に再開しているが、乗換駅は引き続き閉鎖されていた
キーウにある在ウクライナ英国大使館は一時的に閉鎖された。
ラジオ・フリー・ヨーロッパは警察の特別部隊が抗議者に対してAK-74やスナイパーライフルを撃っている映像を公開した。
ザクハルチェンコ内務大臣は反テロ活動の仕事の一環として関連した命令に署名し、法執行機関は戦闘武器を備え、法律に沿って警察と同様に使用されるだろうと述べた。
内務省のウェブサイトでは機動隊は抗議者に人質がいる場合、武器を使用する権利を持てるということが書いてある。また、狙撃兵が警察官20人を負傷させたと述べている。
15時にインテルファクス-ウクライナ通信社は無名の個人がキーウ大統領行政ビルに向かっている影響で銃撃や爆発が発生したと報じている。ユーロマイダンの自衛隊は抗議者に独立広場を出ないよう繰り返し訴えた。

#### 外交上の奮闘
衝突は3人の外務相が訪問する前に発生した（ポーランドのラドスロー・シコルスキー、フランスのローラン・ファビウス、ドイツのフランク＝ヴァルター・シュタインマイヤー）。ウクライナの野党による妥協案を促進するため、ヤヌコーヴィチ大統領に会うことになっていた。会議は安全上の理由で1時間遅れて開始された。
会議前、フランスのファビウス外務相はBFM TVのインタビューに対して、ウクライナの政府による選挙以外に解決策はないと答えている。会議は6時間に渡って続いた。当時のポーランドの首相であるドナルド・トゥスクは記者団に対して年内早々に大統領・議会選挙を行いたいというヤヌコーヴィチ大統領の意向に同意したと述べている。また、ヤヌコーヴィチは今後10日以内に国家統一政府形成を目指し、9月までに改憲の意思があったと述べた。関連文書の署名についても交渉される予定であった。
ヤヌコーヴィチ大統領とロシアのプーチン大統領間で電話会談が行われた後、ロシア人権委員会代表のウラジーミル・ルキンはヤヌコーヴィチの要請により政府・野党間の交渉の仲介者として派遣された。
アメリカはウクライナ当局者20人に対して政治的抑圧に関係する人権侵害をこちらにも命じる責任があるとして、ビザ禁止措置を取った。
欧州連合も政治的抑圧に関係する人の金融資産凍結・ビザ禁止措置及び政治的抑圧のために使われた武器などのウクライナへの輸出禁止の措置の発表を行っている。欧州理事会はウクライナの情勢に照らして実施する規模を判断すると結論を出した。

#### ウクライナの政治動向
地域党党首のオレクサンドル・イェフレモフは、ウクライナ南東部の独立宣言について、法執行の仲介者や地元の長と国から独立する可能性について議論するためルハーンシクを訪れた。
クリミア最高評議会議長のウラジーミル・コンスタンティノフはモスクワを訪れた。その場で、仮に戦争が起こるなら、クリミア自治共和国はウクライナから独立するであろうと発表した。
地域党所属議員のセルヒー・ティヒピコは野党議員の交代やヴォロディミール・ヴァシーリョヴィッチ・ライバックヴェルホーヴナ・ラーダ最高議会議長の辞任、早期選挙を要求している。
その際、こう述べている:大統領、最高議長、首相代理、野党指導者…国の状況を完全に把握していないのみならず、平和のための解決策すら提示しない。これは怠慢に他ならないものであり、これが更なる対立・死者の増加に至っている。この国の危機を解決するためには、交渉より進んだ段階に踏み切ることが必要である。
夕方、ティヒピコは野党政治家のヤツェニュクとクリチコと会談を行なった。
キーウ市国家行政府を務めているヴォロディミール・マケイェンコと17人の上院議員が地域党を離党した。リウネとジトーミルでは地域党から多くの議員が離党している。
地域党所属10人と無所属議員2人はウクライナ憲法改憲を含めた大統領の政権復帰を求めた。また、ウクライナ国民に対して誓約を締結し、抗議において法執行機関の参加がウクライナ国民と抗議者、ギャングが関係しているのを許さず、犯人の後追いのため銃器を注文しているという治安部隊を訪れている。
16時42分、議会は緊急招集された。地域党は参加していない。
ウクライナ独立通信社の特派員は450人のうち227人の大半が野党から、一部地域党所属議員もいたという。238人のうち236人が最近の暴動を非難する抗議者に対する武器の使用、また同じ理由で展開される軍隊と警察の撤退を求めた。ウクライナ共産党や地域党は約8割の欠場を決めた。議員は国内軍・ウクライナ軍、保安庁や他の政府機関がウクライナ憲法に反したとして、反テロ活動の実行を禁じた。議員はまた独立広場、道や橋、キーウとほかの都市に通じる通りを塞がないよう命令されている。地域党所属議員は新たに反危機団体を形成することに合意した
夜遅く、地域党から5人の議員が離党したことが発表された。
クリミア最高評議会は2月21日に臨時会合の開催を要請している。クリミア・タタール民族会議はロシアの軍事介入もあり、明日、クリミア半島に混沌・災害がもたらされる決定を下す日になるかもしれないと述べた。
クリミア半島は独特な地政学的性質や人口統計というのもあり、クリミア半島に対するロシアの干渉の可能性については数人の学者により検討されている。

### 2月21日

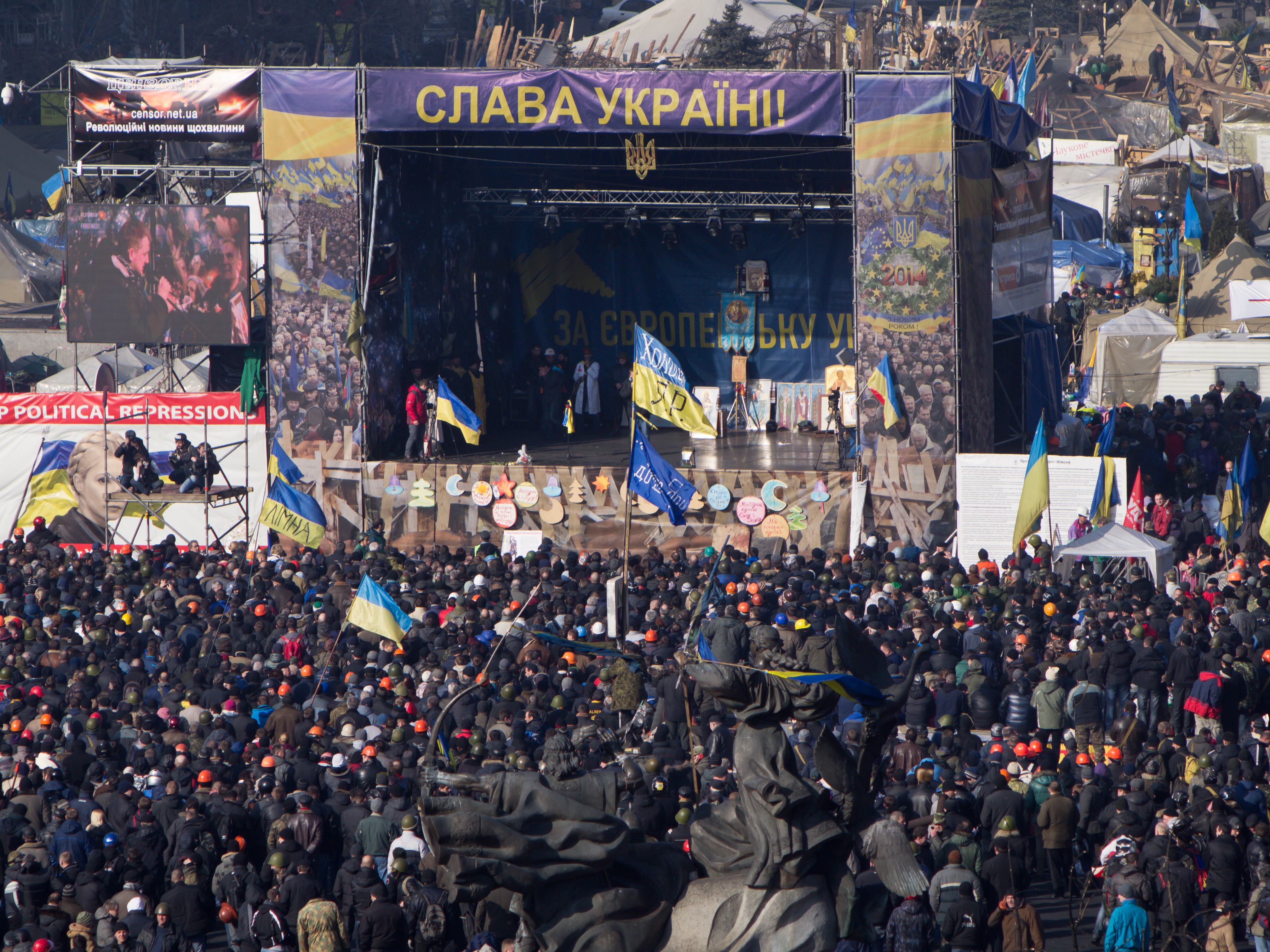
2月21日、ユーロマイダンに集う群衆

武装勢力軍の副参謀長であるユリ・ドュマンスキーは対立における軍の関与に同意せず、辞任した。その際、軍は紛争に関与しており、これが大量死を招く可能性があると述べている。ジャーナリストのアルテム・シェフチェンコはBTR10機がコサチア湾から出発し、護衛されながらもロシアの黒海艦隊に就いたとウクライナ軍が発表したと述べた。また、シェフチェンコは1500人の空兵、400人の海兵(第25独立空挺旅団・第1海兵旅団・第831反破壊隊・第2海兵スペツナズ含む)が2月20日に保安庁の指揮の下、反テロ活動のために移動したとしている。
地域党所属の多くの議員やその家族が首都を逃れた報道がある。内務大臣のザクハルチェンコと検事総長のヴィクトア・プションカも含まれているという。
その後、マイダンの活動家は2月20日に捕虜となった国内軍兵士を解放、またラデイフの全員の警察官がキーウの抗議に加わっている。
ウクライナ保安庁は2月19日、正式に反テロ活動の準備を終えた。

#### 交渉
ウクライナにおける政治的危機の解決に関する合意の締結については数時間に渡り交渉が行われている（2月21日に欧州連合の仲介者、3カ国の外相（ポーランドのラドスロー・シコルスキー、フランスのローラン・ファビウス、ドイツのフランク＝ヴァルター・シュタインマイヤー）による）。公式の合意と呼ばれることがあるが、非公式に2月21日の合意と呼ばれる。野党指導者や大統領により夜通しの交渉が行われ、署名に至った。
2004年の改憲の復活、同憲法の9月までの復活、2014年12月までの大統領選挙の実施、政府や野党、欧州評議会の抗議についての共同調査、非常事態強制の拒否権、2月17日以降逮捕された抗議者に対する恩赦、抗議者により占領された建物の降伏、武器の回収、新選挙法施行による中央選挙管理委員会の設置などが盛り込まれている。3カ国の外相はこの文書に関係者として署名している。ロシアの仲介者ウラジーミル・ルキンは署名する義務がなかったとして合意には署名していない。
議会は386対0と満場一致、2004年の改憲の復活を採択、暫定政権の閣僚宣言も332対0と全会一致で採択された。ユーリヤ・ティモシェンコの釈放を可能とした刑法の修正も含まれた。地域党所属22人、共産党員32人を含む310人の議員に対する処置が可決された。マイコラ・ルドコフスキーはヤヌコーヴィチ大統領の弾劾法案を提出した。議会は夜遅くに内務省の軍隊や警察官に宿舎・兵舎に戻るよう命じる決議を採択している。

#### 取引の影響

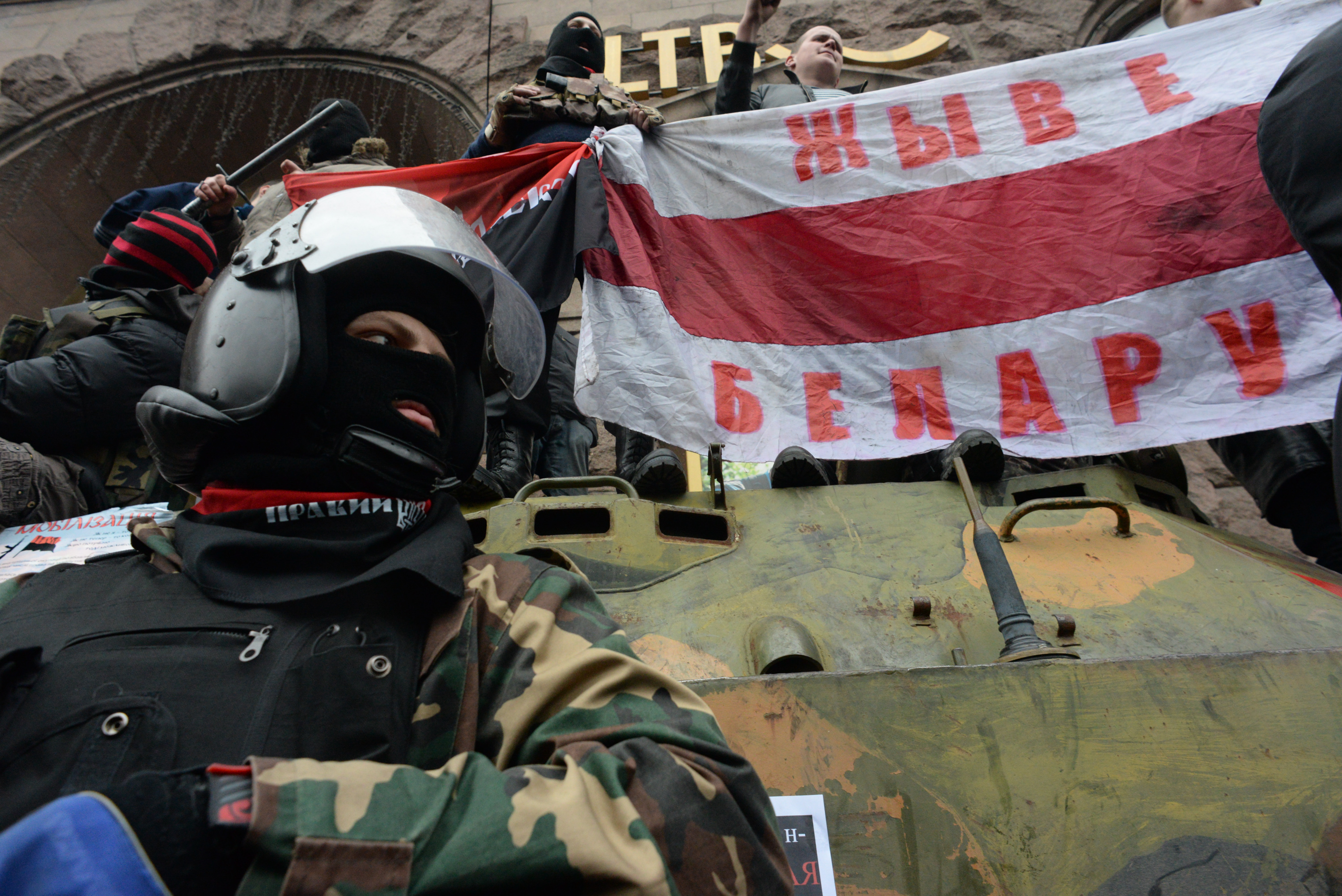
ベラルーシ人民共和国旗の前に立つ右派セクターの活動家。

右派セクター指導者のドミトリー・ヤロシはこの犯罪政権が悪意極まりない重大さを理解していないという明らかな事実を述べなければならないと述べている。合意には内務大臣ザクハルチェンコの逮捕に向けた準備を含まない。一般人の殺害に関与しているベルクト指揮官の処罰、検事総長・国防大臣の解任、地域党と共産党の禁制、異議申し立て人の安全保証が含まれた。政府から権力が完全に取り除かれるまでの間、人民革命の継続を求めている。ユーロマイダンの指導者アンドレイ・パルビイは早期選挙が開催されると主張、抗議者の主な要求の一つにはヤヌコーヴィチ大統領の弾劾であると繰り返し訴えた。オートマイダンもまた、ヤヌコーヴィチ大統領の辞任を受け入れると発表した。
クリチコはヤヌコーヴィチ大統領と握手を交わした後、独立広場で群衆に向けて謝罪した。抗議者は野党指導者に野次を飛ばしながら取引に応じた。活動家のヴォロディミール・パラシュクは翌10時までにヤヌコーヴィチ大統領が辞任しなかった場合はクーデターが生じるだろうと警告した。
オレフ・リャシコは大統領は辞任するか、我々が連れ去るかという言葉を繰り返し発した。キーウ郊外では、親露派の政治家ヴィクトア・メドヴェドシュクの夏の家が放火されたところを発見されていた。
夜になると、大統領府やその周辺施設、付近の政府の建物を周回していた数百人の警察が姿を消した。ポーランド外相のラドスロー・シコルスキーは合意にはなかった点に留意しつつも、軍の撤退については驚くべきことだと述べた。警察官はヤヌコーヴィチ政権による暴動の責任が負わされることを恐れ、2月18日に1200丁のピストルとAK-74を盗み、リヴィウの政府機関の建物を占領した。
ウクライナ内務省は指導権のないまま残され、副内務大臣のビクトル・ドゥボヒクは機動隊にキーウを出発するよう命令した(いつ生じたかは不明)。野党政治家のセルヒー・パシュンスキーは5000人の役員、内務省軍、他の特殊部隊のための護衛を手配している。
機動隊が姿を消すと、アンドリー・パルビーはユーロマイダンの自衛隊はキーウとその政府機関を平和的に制御したと報告、軍隊は野党を支持していた。
地域党から28人の議員が離党したあと、新たな議会の連合が設立された。特別な立場にある31人の代表によるグループは地域党所属議員に投票を促すためセルヒー・チヒプコにより設立された。

## 死傷者

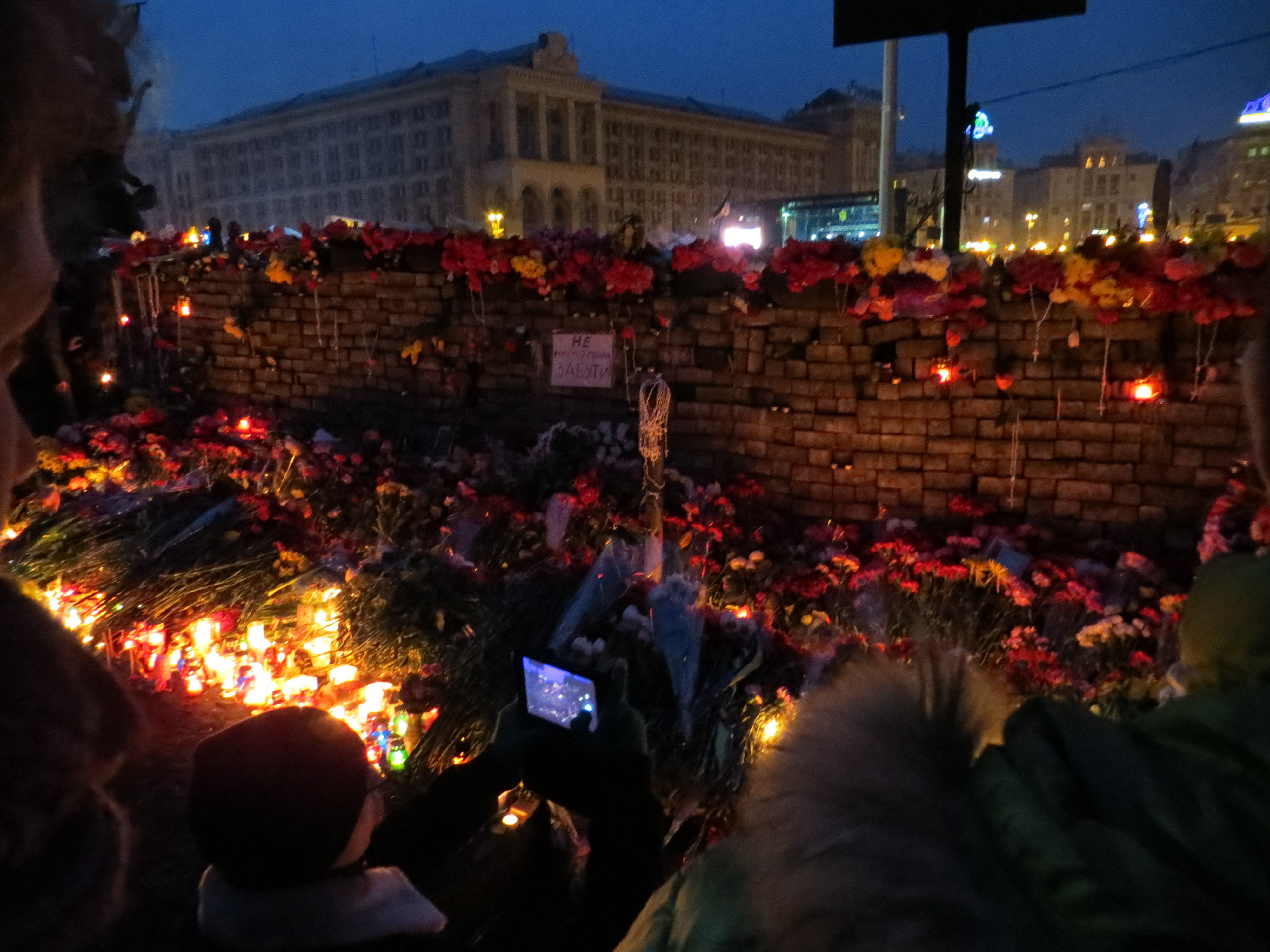
キーウの記念碑

最初の衝突後、26人の死者(内訳:抗議者16、警察官10)が報告された。79人の警察官、5人のジャーナリスト、3人の未成年者が入院している。医者のオルガ・ボゴモレットによると、狙撃兵は心臓や肺、頚部を狙っていると述べた。

### 死者
ユーロマイダンの死者一覧も参照。
2月18日-19日、保健省による公式の死者数は28人で、内10人がベルクト・警察官である。
2月20日13時までに少なくとも34人の抗議者が警察官により致命的な傷を負っている。多くの特派員や記者は遺体を確認している（コザスキーホテル15人、ウクライナホテル12人、中央ポスト事務所7人）。夜、キーウ・ポストのジャーナリストはキレシュチャツカ・ストリートで8人の遺体を確認した。独立広場の医者は2月20日17時30分までに70 - 100人の抗議者が亡くなったとしている。キーウ市国家行政府は確認した67人の死者を報告した。保健省は争いが開始されて以降75人の死者を報告した。

### 狙撃兵の推測
エストニア外相ウルマス・パエットとキャサリン・アシュトン欧州連合外務・安全保障政策上級代表の電話会談をCNNは傍受したと報じた。パエットは野党が複雑化することを意味していないもので、医者の証言内容を中継しているだけであったと主張した。抗議者・ベルクトから攻撃を受けたと主張しているオルガ・ボゴモレットはそのようなパエットに対する要求はないと述べた。野党が殺人に関与していることを意味しておらず、政府は調査中であることを知らせている。
ウクライナの主要治安機関・内務省の副官ヘンナディー・モスカルはウクライナ新聞のドセルカロ・ティニアに掲載されたインタビューで、内務省や保安庁の狙撃兵が銃撃の責任を負い、ソビエト時代における非常事態の計画に従事したことが明らかになっている。新聞内では以下のように述べている:狙撃兵は抗議者だけでなく警察に対して発砲しろという命令を受けた。広場を清々しくするために、警察の活動が正当化されるように、対立を拡大をさせるために行われたことだ。
モスカルは現在の内相であるアバコフと保安庁のナリヴァイチェンコが計画を実行した人を保護することで内務省に対する反発を防げるとして、提案している。アバコフはこの内戦はウクライナ以外の第三者により誘発されたものとして調査中であることを明かした。
2014年3月31日、狙撃兵がロシアで訓練された保安庁の対テロ部隊「アルファ」の人員である証拠になりうる写真・映像がデイリー・ビーストにより公開された。同メディアはアルファの人員はウクライナ国民であるが、抗議者に銃撃したのはウクライナの機動隊でないことを示唆しているとした
2014年4月9日、《グルジンフォルム Gruzinform》が伝えたところによると、アバザ大隊の元指揮官トリスタン・ツィテラシヴィリ氏は、ジョージア元大統領サーカシビリの元部下らがウクライナ人に発砲したと述べた。4人のジョージア人狙撃兵がマイダンで作戦を実行したが、彼らはサーカシビリの党の直接の指示でそこに来たという。4人の氏名と資料は検察に提出された。

## 余波

### ヤヌコーヴィチ大統領
2月21日、ヤヌコーヴィチ大統領と議会は2月22日-23日を抗議の結果失われた人命を悼む日であると宣言した。
2月22日、ライバックは病気を理由に議会に辞表を提出した。ヤヌコーヴィチはハルキウを訪れたという報道があったにもかかわらず、所在は不明であった(ハルキウ州知事のドブキンもヤヌコーヴィチがハルキウを訪れているということを知っている)。
オレクサンドル・トゥルチノフはザクハルチェンコ内務大臣(ベラルーシへ逃げたと報告されている)含む大部分の閣僚が姿を消したと述べた。議会では、5月25日に大統領選挙を実施する案が447人中328対0で可決され、スケジュールに組まれた。
議員達は憲法で記載されているところの弾劾方法に従わなかった。ヤヌコーヴィチ大統領は憲法違反であると宣言、緊急事態を早期選挙を行う理由として挙げた。
議員はトゥルチノフをヴェルホーヴナ・ラダの議長と大統領代行に任命した。
トゥルチノフはヤヌコーヴィチ大統領が辞任することに同意しているが、顧問との協議後に否認、辞表を提出した。ヤヌコーヴィチはトゥルチノフが辞任しないか出国しないかで議会の決定を違法であるだろうと述べた。また、世界が目撃したウクライナでの出来事はクーデターの例であると付け加え、1930年代に台頭した国家社会主義ドイツ労働者党と比較した。

#### 失踪と起訴
議会が暫定政権に権力を移す手続きを行った後、プションカ検事総長とオレクサンドル・クリーメンコ大臣はウクライナからロシアへ逃れようとしている。州境警備隊によると、ヤヌコーヴィチ大統領はドネツィクからのチャーター便で逃亡を試みるも、国境警備隊で立ち止めを受けた。警備員は通関手続きなしで飛行するためにお金を出した武装勢力のグループの一人だと思ったという。ヤヌコーヴィチは装甲車に乗せられたあとに行方がわからなくなった。ザクハルチェンコ元内務大臣もドネツィクから逃亡を試みようとしたが、行われることは無かった。
2月23日、代理議長オレグ・リャシュコはヤヌコーヴィチがセヴァストーポリのロシア海軍基地からロシア軍艦に乗り込んで逃げようとしていると主張した。ジャーナリストのテチアナ・チョルノヴォルはセヴァストーポリの民間船から実際に逃亡を試みようとしていると推測している。ボディーガードが法廷で行った証言によると、ヤヌコーヴィチとその家族はハルキウからドネツィクにヘリコプターで出発し、そこからベルジャーンシクからアゾフ海に向けて車で出発、クリミアのヤルタにあるロシアの2つの離着陸場を経由、セヴァストーポリに移り、2月23日にロシアへ逃亡したという。
2月24日、アバコフ内務大臣はヤヌコーヴィチを指名手配中のリストに掲載し、ヤヌコーヴィチやその関係者により多くの一般人の殺戮に至る事件が発生したと発表した。
2月25日、2013年11月21日から2014年2月22日までの市民の平和的な抗議の間に生じた人道に対する罪のため、議会は国際刑事裁判所にヤヌコーヴィチを含む当局者を裁判にかけるよう求めた。同日、ヤヌコーヴィチとザクハルチェンコは国際指名手配された。
刑事訴訟の手続きは2月20日、ユーロマイダンのデモ参加者に対する殺人から始まった。ヤヌコーヴィチ元大統領、アンドリー・クリュイェフ元大統領府長官、プションカ元検事総長、ザクハルチェンコ元内務大臣、ヤキーメンコ元保安庁官、スタニスラフ・シュリアク元国内軍指揮官を含む多数の当局者が容疑者であると宣告された。

### 政治の展開
第1次ヤツェニュク政権も参照。
2月22日、ユーリア・ティモシェンコは刑務所から釈放され、独立広場には10万人が集まった。議会は同日にアバコフを内務大臣に任命した。また、プションカ検事総長が信任投票により追放された。
喪服の2日目にあたる2月23日、ロシア語・ルーマニア語・ハンガリー語に地方言語としての地位を確立させる言語政策に関する法案が廃案となることに大多数が賛成したが、少数派言語の保護する法案が出るまで署名をしないという大統領代行の意向により拒否された。同日、外務大臣のレオニド・コズハラ、健康大臣のライサ・ボガチロファ、教育大臣のドミトロ・タバチュンクが解任され、メスィヒリャー邸宅が国有化された。オレクサンドル・クリーメンコとプションカ検事総長の令状が発行された。議会は新たに裁判官を任命、ウクライナ公正最高評議会が設置され、また解雇についても改正案が可決された。
2月24日、議会は社会政策大臣ナタリア・コロレフスカと文化大臣レオニード・ノヴォクハッコを解任した。ウクライナ国立銀行の総裁もイーホル・ソーキンを解任、新たにシュテパン・クビフが就任した。ウクライナ保安庁官もオレクサンドル・ヤキーメンコから新たにヴァレンチェン・ナリヴァイチェンコが就任した。地域党党首のオレクサンドル・イェフレモフは野党の方へ移ろうとしている傾向が見られた。同党は77人の国会議員が数日間で離党している。
2月25日、トゥルチノフ大統領は2月27日までに挙国一致内閣を形成するよう求めた(2日前にも2月25日までに挙国一致内閣の形成を求めている)。
同日、アナトリー・キナフ含む33人の議員(主に地域党員)が経済開発党を設立した。
2月26日、トゥルチノフはウクライナ軍最高指揮官の権利を引き継いだ。

### 新法案
2月24日、議会は父子を含むすべての政治犯の釈放を決めた(パヴィルシェンコ刑事事件)。誓約を破るため、ウクライナ憲法裁判所では5人の裁判官を解雇している。議員は同じ理由でウクライナの大統領により任命された2人の裁判官の解雇を提案、ウクライナ裁判官の評議会に3日以内の臨時会開催を提案した。議会は改憲の手順について、2010年9月30日のウクライナ憲法(№ 20-rp/2010)の決定を採用、ウクライナ人民代議員大会の意見もあり、有罪だったすべての裁判官に対する刑事訴訟の手続きを始めるよう、検事総長に命じた。
2月27日、憲法裁判所裁判官は議会決議の合憲性に疑問を呈していた欧州機関・国際機関に手紙を送っている。
同日、ヤヌコーヴィチは州予算から700億ドルを盗んだとして非難されている。

### 検閲
ウクライナテレビ・ラジオ放送委員会は3月11日、全てのケーブル事業者に対してRossiya1、Channel One、NTV、Rossiya 24などのロシアのテレビ番組を流すのを止めるよう命じた。

### ラストレーション
ウクライナのラストレーションも参照。
2月26日、エホル・ソボレフはヤツェニュク政権の中でラストレーションの上に委員会を指揮するよう候補者として指名された。2014年8月14日に国会議員は政府職員の取り調べを行う手続きを確立した新法案を採択した。
ヤヌコーヴィチ政権の政府関係者の取り調べに関する法の影響を受けた人物は100万人に及ぶ。ハリコフ人権保護団体員のヴォロディミール・ヤホルスキーはこれは不合理であると述べ、人権侵害にあたるのではないかとの懸念を表明した。
ウクライナ保安庁は元諜報機関部長のヴォロディミール・バイクを逮捕した。2014年7月3日、ミコラ・アザロフ元首相が権力濫用の疑いがある国際的リストに掲載された。
ユーロマイダン後、ヤヌコーヴィチ政権の当局者、地域党所属議員8人の自殺が判明した。ニューズウィークは一般検察庁の事務所を訪ね、死者についての情報を尋ねると国家機密であるとして回答拒否されている。ニューズウィークはこのことについて驚異的であるとの反応を示した。後ほど検察が死者のうち4人が殺人として捜査されていると述べた。5人目の死者である検察官セルゲイ・メルニュクの殺人容疑で容疑者が逮捕されている。

### 交通の影響
2月18日16時、キーウ地下鉄はテロの危険性があるとして運行を停止した。2月20日10時、ユーロマイダンの活動家達が総合技術学院駅を訪れ、運行の再開を要求している。
キーウ市国家行政府を務めていたイヴァン・サリーも地下鉄の再開を求めている。16時、チフスキーはポズニアキー駅からペシェルスカ駅に向かったとリヴィウスカ・ガセタは報告した。政府は高速道路・鉄道を閉鎖した。
2月24日に独立広場駅の再開により地下鉄は完全再開した。

### ベルクトの解散
2月25日、アバコフ内務大臣はベルクト解散の法案に署名した。3月、ロシアはロシア内務省に加えられたようにクリミア・ベルクトとして名前が残ると発表している

### 新政府に対する抗議
キャシー・ヤングによると、アンチマイダンの革命に対する抗議では、路上に貼られたポスターやインターネットの記事、集会の演説・公演でさえも、新政府を裕福なユダヤ人の利益を守るためにウクライナ人を利用しているというユダヤ系の排他的集団として非難、革命をシオニストのクーデターとして描いたという。

#### ウクライナ東部・南部

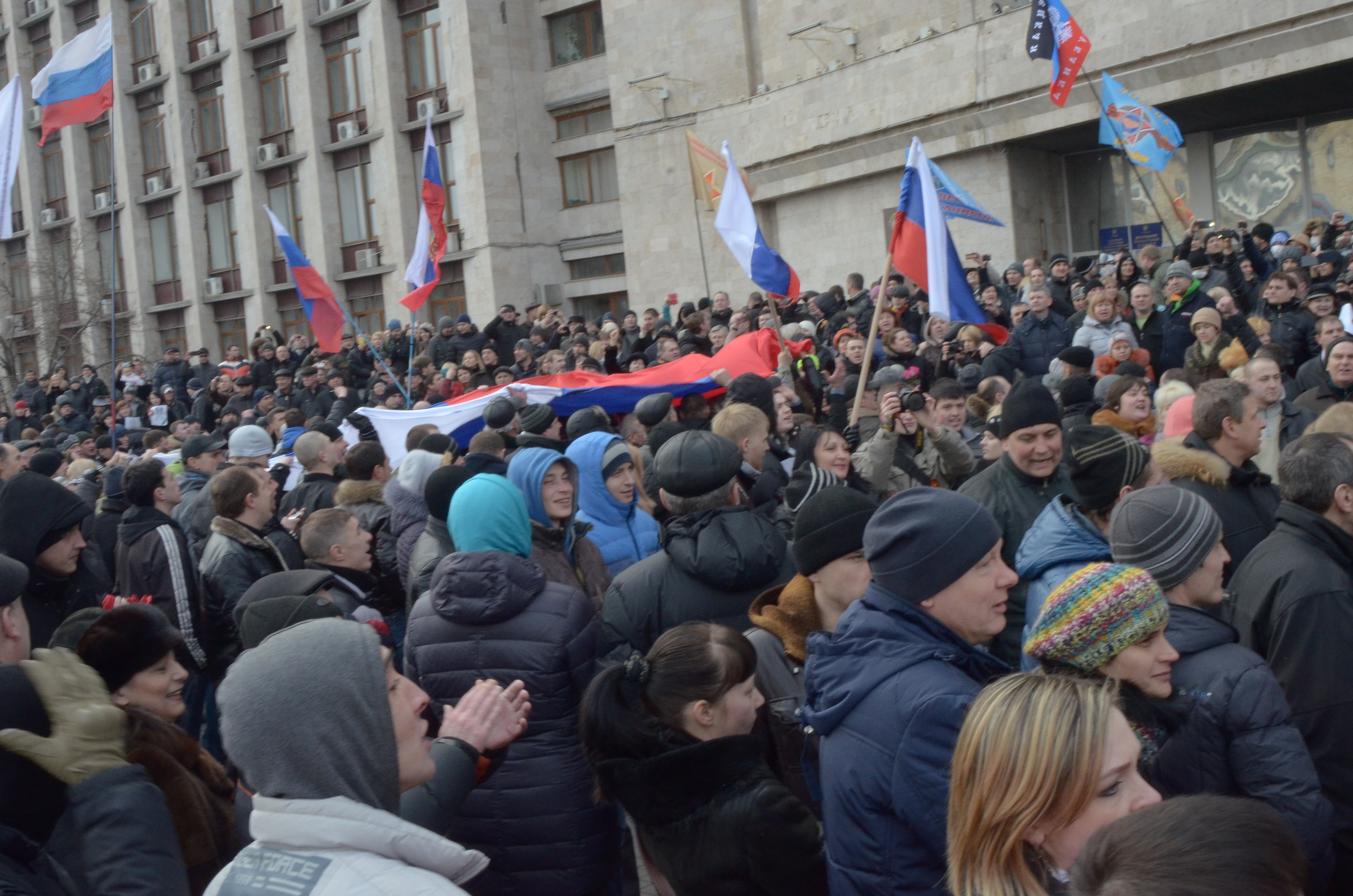
ドネツィクにて、親露派の抗議者(2014年3月1日)

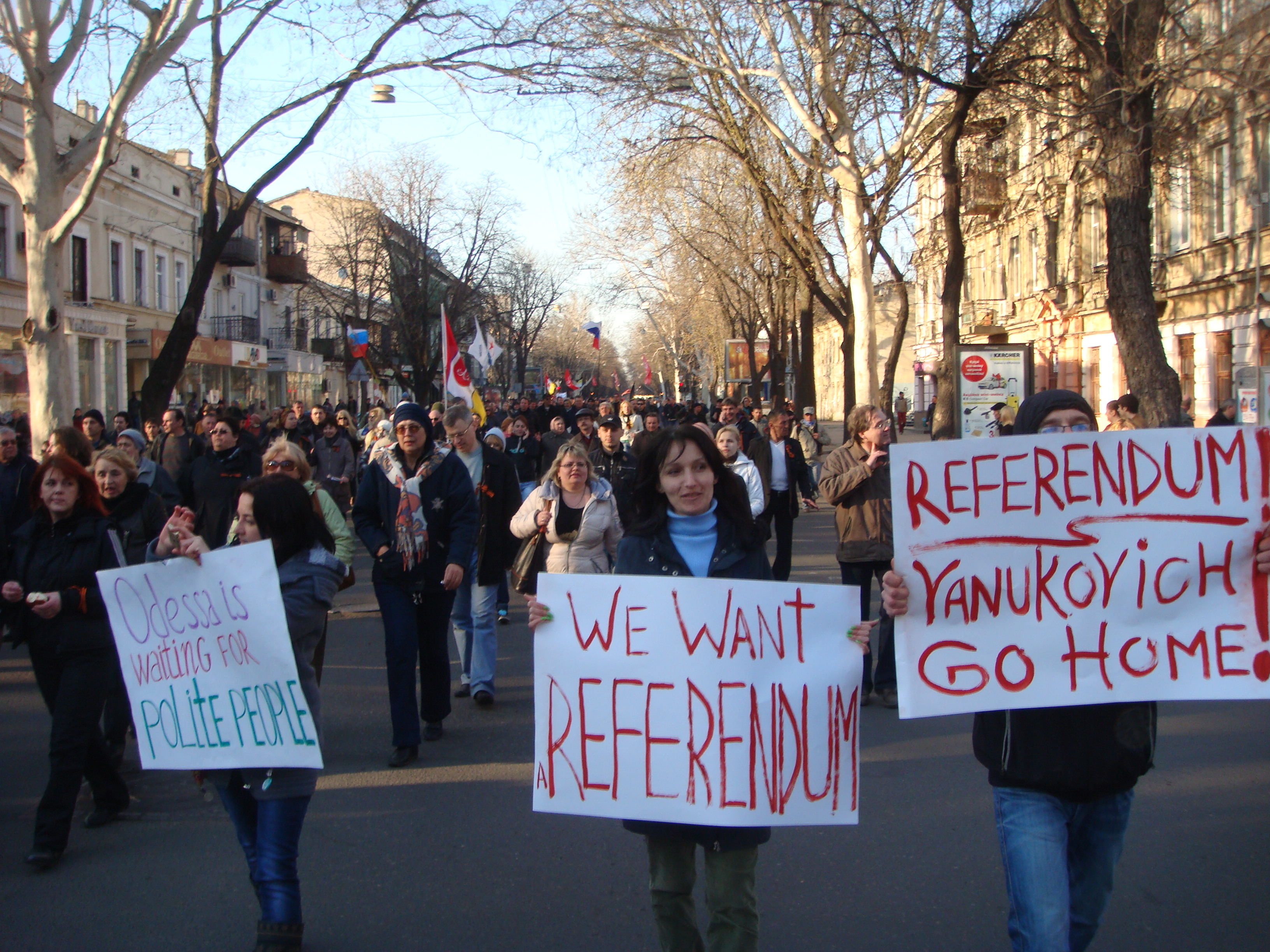
オデッサ通りを行進する親露派の活動家(2014年3月30日)

2014年ウクライナでの親ロシア派騒乱も参照。
2月22日、親ロシア・ウクライナ表面団体はウクライナ南部及びウクライナ東部で会議を開いた。主催者のアンドリー・クリュイェフは同団体は準同盟地域の連邦議会との議論を意図したものであると述べた。
野党の案が議会によって可決されたあと、ヤヌコーヴィチはキーウからハルキウへ訪れ、前述の会議に出席している(ベルクト軍はこの事態を踏んでハルキウへ集まっている)。
ユリー・ルシェンコが報告したように、2月22日深夜0時以降、ウクライナ保安庁は分離主義を主張しているハルキウ州知事マイクハイロ・ドブキンとハリコフ市長ヘンナディー・ケルネスの訴訟手続きを進めている。しかし、内務省はケルネス市長とドブキン知事がロシアに逃亡したと報告している。
2月22日、ハルキウの南部・東部の議会では国内における憲法及び秩序保護の責任を負う準備が出来ていると宣言する決議が可決された。最近キーウで起こっている出来事が中央政府を麻痺させ、国を不安定にさせているのだと議員は述べている。また、議会の権限について、拒否する声明に署名している。
2月23日、議会は少数民族言語に関する法律を撤回する法案を可決した。大統領が署名した場合、法案はウクライナ語をウクライナ唯一の公用語として確立されたと見られる(ウクライナ語を公用語とする地域はロシア語話者の多いクリミアも含んでいる)。クリスチャン・サイエンス・モニターはこの法案はロシア語話者の不満を募らせるだけであると報じたが、ヤヌコーヴィチ政府を打倒したキーウにおける反政府デモがウクライナの国家主義を意図しているのだと見ている。2月28日、トゥルチノフ大統領はこの法案に対して拒否している。
2月23日、ハルキウで数千人の親政府派と反政府派が拮抗している衝突が発生、ケルネス市長は市議会に入ろうとした際に妨害されている。
ウラジーミル・レーニンの銅像は親露派の抗議者により見張られていたが、州政府は2月25日に銅像を解体することを発表した。
2月24日、アバコフ内務大臣はハルキウに拠点を置く反ユーロマイダン組織オプロットの指導者であるイェブヘン・ズイリンによる刑事事件が発覚したと発表した。
3月1日、ハルキウ・ドネツィク・シンフェロポリ・オデッサ・ルハーンシク・メリトポリ・イェウパトーリヤ・ケルチ・マリウポリで数千人が新政府に対して抗議活動が行われた。4月に行われた公式調査では、ウクライナ東部の大半の人が新政府全体は違法であると考えていた。また、トゥルチノフ大統領についても回答者の半数が違法と回答しており、ヤツェニュク首相主導の中央政府に関しても同意見であった。ヤヌコーヴィチは法で認められる限りの大統領ではないと回答した人は70%近くに上っている。

#### クリミア
ウクライナの騒乱が発生してから、クリミア半島ではロシアにより編入されている。2014年3月1日、ロシアのプーチン大統領が合法性や平和、法と秩序、安全性の確立、ウクライナ人守護のために軍隊を送るという書簡をヤヌコーヴィチに贈った。同日、クリミア危機のためプーチン大統領はロシア議会にウクライナに軍を配備するという要請をしている。結果、ロシア軍はウクライナ南東部・クリミアに配備され、3月2日までにクリミアはロシア軍の完全支配下に置かれた。

### ソビエト時代のモニュメント破壊
ブロディにある陸軍司令官のミハイル・クトゥーゾフの記念碑が破壊された。ユーロマイダンの抗議者により少なくともレーニンの銅像25体が破壊されている。右派セクターは大半の記念碑を破壊しているとして非難されている。約400人が銅像の破壊行為に関わっている。ウクライナ西部の都市ストリーではソ連兵士を賞賛する像が破壊されている。2013年12月初旬、何者か(ウクライナ蜂起軍？)により1918年に死亡したキーウのアーセナル工場の労働者を称える像の一部が赤と黒で塗られている。
2月28日、ドニプロで第二次世界大戦で戦った赤軍を偲ぶ記念碑とアフガニスタンで戦ったソ連軍を偲ぶ記念碑が破壊された。
ロシア外務省のツイッター(英語)はソ連・ロシアの記念碑の破壊をする反露的行動に怒りの感情を表し、記念碑破壊の行動を止めるよう要求した。

### 州政府施設の占領

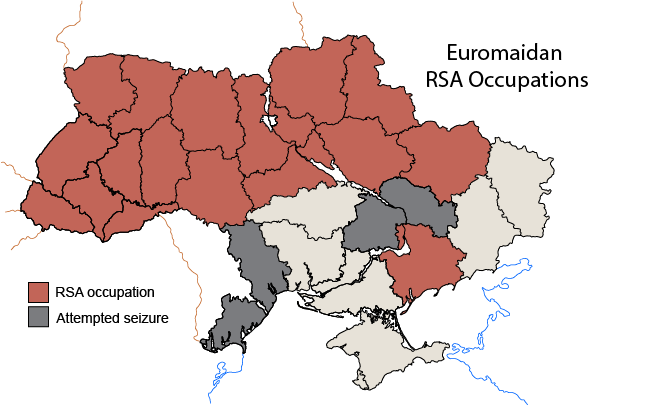
2014年3月3日時点でユーロマイダンの抗議者により占領された政府関連施設

2月18日からユーロマイダンの活動家はいくつかの州政府の建物を占領している。

### 経済
2014年3月、国際通貨基金はウクライナの安定化を図るために32億米ドルを調達した。欧州連合はウクライナに対して、最近署名されたウクライナ-欧州連合協定下で約束された16億ユーロの取得のため、国際通貨基金に資金援助を確保するよう求めている。

### スポーツ
2014年2月19日、欧州サッカー連盟は2013年-14年のUEFAヨーロッパリーグの決勝トーナメント(FCディナモ・キーウ対バレンシアCF)の会場をキーウにあるオリンピスキ・スタジアムからキプロスのニコシアにあるGSPスタジアムに変更した。理由としてキーウの暴動を挙げている。
FCディナモ・キーウやウクライナの他チームはこの週は試合前、キーウでの犠牲者のために黙祷し、選手は悲嘆の腕章を身につけながら国歌を斉唱した。
2月25日、2013年-14年のウクライナ・バスケットボール・スーパーリーグの試合が延期された。2月26日、2013年-14年のウクライナ・プレミアリーグの第二部が国難状況を鑑み中止された。
3月3日、アメリカ合衆国とウクライナの親善試合がハルキウにて行われる予定だったが、ハルキウ州の危険性が懸念され、キプロスのニコシアに変更して行われた。
HCドンバスのKHL優勝決定戦の会場はドネツィクのドルズィバ・アリーナからスロバキアブラチスラヴァのスロブナフト・アリーナに変更された

## 反応

### ウクライナ国内

#### ヴェルホーヴナ・ラダ
2月20日、議会は16時に再開され、23時まで機能した。議員はウクライナの民間人の死につながった暴動に対する非難を表明する法案を採択した
2月21日朝、ライバック議長はウクライナにおける暴動を非難する決議に署名したと発表した。

#### 政治家の反応
- イリュナ・ヘラシュシェンコ - UDAR所属のクリチコ反対派議員。ウクライナの医療サービスの危機的状況についてこう述べている:あらゆるサービスが危険に瀕している。医者は素晴らしい。彼らは完全献身で働いていて、その人の犠牲は印象的であった[360]。
- ヤツェニュク首相はヤヌコーヴィチとの交渉を終えた後、会談は何も終わっていないと述べている。ヤヌコーヴィチは野党指導者達に刑事責任を負わせようとしていると述べ、停戦協定もなく、政府もその気は無い。ウクライナの歴史に残る、最も劇的な1ページを飾る瀬戸際に立っていると付け加えた[360]。
- クリチコはUDARのウェブサイト内で次のように述べている:ヤヌコーヴィチはこの状況に対して不十分な反応をしている。ヤヌコーヴィチが話していたすべては野党指導者とキーウの独立広場の群衆と睨み合ったあと、武器を置くよう頼まれなければならないということだ…これはキーウで抗議者に銃撃戦を持ちかけた警察のことだ。私はヤヌコーヴィチに対して'人々が死に行くなか、当局者が法執行官を打ち消さなければならないという今の状況に終止符を打たねばならない'と話した。流血沙汰の間、会談で解決することはできたのか？残念なことに、ヤヌコーヴィチは状況を理解していない[360]
- セルフィー・アルブゾフ（英語版）代理首相は2月19日の閣議で次のように述べている:価値観の違う欧州とウクライナの発展に向けた対話は容認できない。人命が失われ、ウクライナとその国民の財産が破壊され、車も家も燃やされ…国際社会の目には恥じたウクライナが見えている[144]。
- オレナ・ルカシュ（英語版）法務大臣は野党との合意は不法であると訴え、直ちに暴動を沈静化するよう要求した。暴動が少しずつ激化しているのは過激派のせいであると主張した[361]。
- オレフ・トサリオフ（英語版）地域党所属議員はロシアのテレビに出演し、当局は1時間以内に独立広場を片付けると発表した。我々はマイダンの群衆に命令したあと、ウクライナ全土を一掃すると述べた[29]。
- ヴァダイム・コレスニシェンコ地域党所属議員はウクライナの暴動に反対している野党とアンゲラ・メルケルドイツ首相を批判した[362]。
- 2月18日、インナ・ボホスロフスカ（英語版）はフロマドスケテレビのインタビューに対して抗議デモ参加者を装う警察官を見たと述べている[363]。同日、MVSのウェブサイトには銃器で武装した抗議者を装った一般人が公開された[364]。
- ユーリヤ・ティモシェンコは野党にヤヌコーヴィチとの会談を中止するよう求めた[365]。
- 極右の政治運動に関する研究に特化した国際的な研究者たちはウクライナ騒乱の民族主義的な主張に同意しないという声明を発表し、民主的で自由主義的な性格であると指摘した。前述の研究者により署名された書簡によると、民族主義者たちが抗議に関係している一方で、運動に及ぼした影響は僅かであるという。しかし、ロシア帝国主義を主張しているロシアのメディアはこの影響を過大に強調しているという[366]。

#### 地域
- クリミア最高議会（英語版）幹部会は次のように述べている:平和なクリミア半島はキーウの暴動を心配している。キーウの路上の暴動は野党が当局者に対する譲歩を認め、恩赦法[注釈 5]を利用した証明である。2月18日、無実の人々は無法地帯の武装勢力の手で殺められた。野党指導者や偏向メディアは認めようとしないが、これは平和的な抗議とは言えない。これは内戦の開戦と言えよう[367]。
- ルハーンシク州の議員は次のように述べている:ウクライナのヴィクトル・ヤヌコーヴィチ大統領はウクライナに対して実質的に武力行使を訴えている人々に対して、非常事態を持ち出した人々に対して厳しい処置を講ずるよう求めており、我々はそれに振り向いた。平和的な交渉はもう終わり。テロリストや過激主義者との交渉はもうできない！[368]。
- クリミア・タタール民族会議（英語版）元会長ムスタファ・ジェミーレフは次のように述べている:彼ら[誰?]はあらゆる愛国者に対する答えを展開している。私は全市民に安全地帯・抵抗地帯を作るよう訴える[369]。

### 国際的な反応

#### 国際機関
- 国際連合 - 潘基文事務総長は2月19日にウクライナの容認できない暴動と拘束された者の赦免を終わらせるよう求めた[370]。
- 欧州連合 - EU外相のキャサリン・アシュトンはヤヌコーヴィチ・政府・野党指導者達に騒乱の根本的な原因を解決するよう促した[371]。欧州委員会委員長のジョゼ・マヌエル・ドゥラン・バローゾは殺された人々の家族に対して哀悼の意を表明する声明を発表、騒乱の終結を求めている。欧州連合の声明は次の通り:両国間の政治的な対話を促進し、状況改善のための支援を誠意に提供している。憲法改正、新政権の形成…我々はこの場で欧州連合があらゆる事態に対応することを明らかにし、暴力やそれを用いた責任能力のある人に対する相応の措置が期待される、そういった緊急問題を締約国が合意することが出来る[372]。
  - 欧州評議会 - 2月18日、トールビョルン・ヤーグラン（英語版）事務総長は声明でウクライナ議会はこの危機的状況をどのように打開するかについて真剣に議論するべきであると述べた[373]。
- 欧州安全保障協力機構 - 2月19日、スイスのディディエ・ビュルカルテ外相はウクライナ当局に対してウクライナ国内の恐るべき状況打開のために最大限の努力をすると訴え、ウクライナ人の尊敬される民族性と並行して作業できる可能性のある公平な国際的後援者と暴力的犯罪や人権侵害に関する国際的な専門家チームの派遣し、支援を行った[374]。
- ヴァイマール三角連合 - フランス・ドイツ・ポーランドの3カ国はウクライナ新政府に少数民族の権利を尊重するよう迫った。3カ国外相は2月28日に共同声明を発表した。次のように述べている:言語問題に関して、ウクライナ社会における多様性のある調整は東部・南部の少数民族の権利を含む全ての合法性のある利益と関わっている[375]。

### 国別
- アルメニア - 2月20日、外務省のスポークスマンは次のように述べている:我々はキーウの衝突により生じた数十人の犠牲者を深く偲ぶ。ウクライナはアルメニアとの友好国である。平和的解決を成し遂げるため、議論と会談が再開されるよう望む[376]。
- オーストラリア - 2月19日、ジュリー・ビショップ（英語版）外相はウクライナの騒乱を非難し、危機的状況解決のため両国間の積極的な政治交渉を再開するよう求めている[377]。
- カナダ - ジョン・ラッセル・ベアード（英語版）外相は2月18日の声明で次のように述べている:ウクライナの抗議や暴動を止めるよう、カナダはあらゆる人に頼む。暴動は今日のカナダ政府では気付かれないことはなく、そして我々は国際社会の同盟国と協力し、責任者が確実な説明をできるようにする[378]。同日、カナダからウクライナへ医療援助を提供すると述べている[379]。
- コロンビア - 外務省はコロンビア政府を代表してウクライナの危機的状況に対する深い懸念を表明するプレスリリースを発行した。また、過去の2-3日間で生じた衝突・暴動を嘆いている。同じ声明では、安全保障・人権・国民の基本的自由を保証するようウクライナ政府に促している[380]。
- チェコ - ルボミール・ザオラーレク（英語版）外相は2月19日にウクライナ大使と会談し、その中で抗議者による暴力に対して絶対に容認できないと述べ、抗議者に対する対応を説明した。国はいかなる状況の起こりうる問題に対してはこのように解決しなければならないと付け加えた[381]。
- エストニア - ウルマス・パエト（英語版）外相は2月19日の声明でウクライナを援助する必要があるとして、エストニアは責任者全員に対する懲罰的措置を検討する用意があると述べた[382]。
- フィンランド - エルッキ・トゥオミオヤ（英語版）外相は2月18日の声明で殺された人々の家族に対する哀悼の意を表明、欧州連合と欧州安全保障協力機構、欧州評議会の対応を賞賛した[383]。
- ジョージア - 外務省は2月18日にキルギスタンによる軍隊の使用を非難、ジョージア当局者は悲劇的な出来事が生じる懸念を示した[384]。2月20日、ギオルギ・マルグヴェラシヴィリ大統領は次のように警告した:自国民に対して武器を使用した政府のことを少しも賞賛することは無い。単一政府はそれをやってのけなかった[385]。

イラクリ・アラサニア国防相はガーディアンのインタビューでウクライナ騒乱はプーチン大統領による初めての戦略的失敗であると述べた。アラサニアは騒乱のエスカレートに対して楽観視しており、次のように述べている:胸を叩いて見栄を張るのは珍しいことではないが、ロシアは軍事的対立をしていない。プーチン大統領が軍事的な選択を選ぶことはないだろう。
- ドイツ - フランク＝ヴァルター・シュタインマイヤー外相は抗議の規模を拡大させるような責任者は欧州連合が確実に制裁を再考されるような立場にあることを知るべきであると警告している[371]。
- ハンガリー - 外務省は深刻化する懸念とともに被害者の家族に対する深い哀悼の意を表明した。ハンガリーは隣国として民主主義で統合された安定したウクライナに対する興味はウクライナ在留ハンガリー人が法律の確実性に直接持った興味と同じくらいあると述べた[387]。
- イスラエル - アヴィグドール・リーベルマン外相は事態の深刻化に対する懸念を表明、今後は犠牲者なしに危機的状況が解決することを希望していると述べた[388]。
- イタリア - エンマ・ボニーノ外相は2月20日に暴動・武器禁輸・責任者に対するビザ制裁をするよう呼びかけている[389]。
- ラトビア - 2月19日、外務省はウクライナ政府に対する騒乱拡大の全責任を負うといった声明を発表、暴力的犯罪を犯したものは相応の責任を負わなければならないとしている[390]。
- リトアニア - 外務省は次のように述べている:暴動を直ちに沈静化させ、死傷者を生じさせた全ての衝突・事件を徹底的に調査し、加害者を裁判で裁くよう要求する。武力行使の責任者に対してはそれ相応の措置を適用する可能性を検討する[391]。
- ポーランド - 外務省からヘンリュカ・モッスィカ＝デンディー（ポーランド語版）国防長官が2014年2月21日のユランズ・ポステンでウクライナの将来を決めるのはウクライナの人々であると述べた一方で、ポーランドとウクライナの関係の重要性を強調した。デンディーはポーランド・チェコスロバキア・ハンガリーはずっと東側諸国に属すると予想していたその信念がロシアの指導者ボリス・エリツィンにより変えられたという話があった。デンディーは過去に民主的なロシアによる恩恵を受けられるのは親欧州派のウクライナのみであるといった状況と現在の状況に類似性を見出している[392]。
- ルーマニア - トラヤン・バセスク大統領はウクライナ騒乱が地域の安全を脅かすと述べ、ルーマニアは希望の兆しがなくなったとして各国から提案された制裁に同意する意向を表明、25人の死はウクライナ政府と抗議者双方の事実性のある証拠として働くだろうと付け加えた[393]。ヴィクトル・ポンタ首相は平和にするよう訴え、外交努力は暴力の沈静化につながると述べている[394]。
- ロシア - ロシア外務省は2月19日に次のように述べている:今起こっていることは、抗議が拡大し、合法性のある当局者による衝突発生を奨励し、それにより、西部の政治家とウクライナの過激とも言える軍隊の暴走を見て見ぬ振りをしたヨーロッパ機関による宥和政策の直接的な結果である[395]。

ロシアはウクライナでの騒乱をクーデター未遂であると考えるとロシア大統領の報道官により述べられた。
2014年2月20日、ドミートリー・メドヴェージェフ首相はロシアがウクライナに完全に協力できるのは関係が良好である時だけだと述べた。ロシアはウクライナの強い政府を欲しがっていたと付け加えた。セルゲイ・ラブロフ外相は欧州連合の制裁措置についてはウクライナ騒乱の責任者を脅かすとし、また欧州連合は制裁措置の取り入れを考慮している一方で、任務とはいえ招かれざる客としてキーウを訪れると述べた。
2月24日、メドヴェージェフは大統領を変えた当局者の正当性について疑問を呈した。また、キーウを放浪しながら黒マスクでカラシニコフを主導している人々を政権とみなした場合、その政府と協力することは難しいことだろうと述べている。
翌日、ラブロフ外相はテレビチャンネルのインターの信頼、ウクライナのロシアテレビの放映、演説の自由、言語法の廃止に対して懸念を表明した。また、政府が過激派・国家主義者の影響を防ぐことに興味を持っていると付け加えた。
- スウェーデン - カール・ビルト外相は欧州連合はウクライナの抑圧・暴動関係者の利益に対する措置をとる行動を躊躇しないという声明を発表した[29]。また、ヤヌコーヴィチは手が血にまみれていると述べた[400]。
- トルコ - アフメト・ダウトオール外相は記者会見でこう述べている:ウクライナは黒海沿岸に位置する戦略的に見ても重要な国で、同国の安定と平和は地域全体にとっても極めて重要なことである[401]。
- イギリス - ウィリアム・ヘイグ外務英連邦大臣は次のように述べている:ウクライナにおけるヤヌコーヴィチ大統領の権限が広く受け入れられなくなったというのは明らかであり、イギリスはキーウの新政府と協力する。ウクライナには、憲法改正、政治的な改善、早期投票、腐敗した政治の撲滅を目指す必要がある一方で、国際社会は更なる暴力を阻み、国際的な資金援助について同意するために新政府とともに働かなければならない。ウクライナの財政難は非常に深刻であり、外部からの援助なしに持続はできない可能性がある。ウクライナの経済危機は国家の安定性に対する重大かつ重要な脅威であり、より広範囲に打撃を与える可能性がある。5月末の大統領選挙を待たずに、財政赤字は縮小し、減価償却資産、大量の外貨借入といった事態に直面し、国際資本市場から撤退する結果を招いた。誰が大統領なのか、論争があるが、この状況では憲法がどうであれ、ヤヌコーヴィチが大統領として認められないということは明白である。私は前に述べた目的達成のために大統領代行と宣言した人との対話が必要である。

イギリスがトゥルチノフを大統領として認識しているかどうかについて、ヘイグはイギリスと新政府は協力関係にあると回答した。
- アメリカ合衆国 - バラク・オバマ大統領は2月19日、ウクライナの暴動が続いている状況でもウクライナ軍の軍事介入は望まれていないことだと警告した[403][404]。アメリカはウクライナの当局者20人及び抗議者に対して暴力を奮ったと非難された人々に対してビザ禁止措置が課された[405]。2月20日、オバマ大統領はヤヌコーヴィチ政権を支持するロシアに対して批判し、基本的人権の尊重を求めた[406]。